# Chevrolet Camaro (1966)
Der Camaro ist ein als zweitüriges Coupé oder Cabriolet gebauter Sportwagen der zum US-amerikanischen Automobilhersteller General Motors (GM) gehörenden Automobilmarke Chevrolet. Der für amerikanische Verhältnisse kompakte Wagen entstand als Konkurrenz zum Ford Mustang und wurde als typischer Vertreter der Pony Cars zu einem beliebten 2+2-Sitzer. GM bezeichnete die Hardtop-Coupé-Version, bei der die B-Säule fehlte, als „Sport Coupé“. Der Verkauf begann am 29. September 1966 mit dem ´67er Modelljahr. Im Kalenderjahr 1966 wurden noch rund 90.000 Camaros produziert. Damit war der Wagen ein Verkaufserfolg.
Der Camaro wurde mit Reihen-Sechszylinder- und V8-Motoren angeboten. Die leistungsstarken Super-Sport-Modelle und die Z/28-Variante zählen zu den Muscle-Cars.
In den drei Produktionsjahren der 1. Generation liefen rund 700.000 Fahrzeuge vom Band. Er wurde ohne Unterbrechung bis zum Jahr 2002 in vier Generationen produziert. Nach siebenjähriger Pause kam 2009 die fünfte Generation auf den Markt, die 2015 von der sechsten Generation abgelöst wurde. Der Pontiac Firebird basiert auf der gleichen Plattform mit Frontmotor und Hinterradantrieb.

## Entstehungsgeschichte
GM hatte für das große Marktsegment der sportlichen Kompaktmodelle zum Ende der 1960er Jahre den Corvair Monza zu bieten. Nachdem klar war, dass der Ford Mustang in Produktion gehen würde, beauftragte das General-Motors-Management den Chefdesigner Henry C. Haga vom Chevrolet-Styling-Studio 2, einen weiteren Sportwagen zu entwerfen, wobei für das Styling des Innenraums George Angersbach verantwortlich war. General Motors hoffte, dass Corvair und Camaro gemeinsam den Markt führen und dem Ford Mustang Marktanteile rauben würden.
Neben dem Viersitzer wurde 1964 erwogen, einen zweisitzigen Roadster, einen Kombi und ein Fließheck ähnlich dem Chevy II zu konstruieren. Zu den frühen Entwürfen aus dem Jahr 1964 gehören der XP-196X „Super Shark“, der bis zum Tonmodell entwickelt wurde, und der weiterentwickelte Prototyp XP-386. Letztlich entschied General Motors, ein Coupé und ein Cabriolet mit einem größeren Innenraum auf einer vorhandenen Plattform zu bauen. Der Wagen trug während der Entwicklung und der vorgelagerten Werbekampagne verschiedene Namen wie „Panther“, „Wildcat“ und „Chaparral“.
Schließlich wurde das Projekt unter dem Codenamen „Panther“ fertigentwickelt und am 28. Juni 1966 dem Fachpublikum und Journalisten vorgestellt. Dieser Name wurde jedoch verworfen, weil zu diesem Zeitpunkt neue Chevrolet-Modelle mit „C“ im Namen (wie Corvette, Chevelle, Chevy II, Chevette, Caprice und Corvair) starten sollten. Letztlich erhielt er den Namen Camaro. Laut Chevrolet leitet sich der Name aus dem französischen Wort camarade ab, was sich mit „Kamerad“ oder „Freund“ übersetzen lässt. Während der Pressekonferenz wurde der Chevrolet Generalmanager Elliot M. „Pete“ Estes von einem Journalisten gefragt: „Was ist ein Camaro?“. Seine kurze und knappe Antwort lautete: “A small, vicious animal that eats Mustangs.” (deutsch: „Ein kleines, bösartiges Tier, das Mustangs isst.“)

## Herstellung
Alle Camaros der ersten Generation von 1966 bis 1969 wurden in den US-amerikanischen Werken der Fisher Body Co., welche eine GM Division war, in Norwood, Ohio und Van Nuys/Los Angeles, Kalifornien gebaut oder außerhalb der USA in Werken wie GM Continental in Antwerpen in Belgien, der Schweiz bei General Motors Suisse in Biel/Bienne, GM de Venezolana in Caracas in Venezuela und GM del Peru in Lima in Peru sowie in der Yutivo Fabrik in Manila auf den Philippinen montiert. Dabei wurden die Fahrzeugteile in einer Holzkiste in die Montagewerke geliefert und dort zusammengebaut. Die Kisten wurden in Bloomfield (New Jersey) bestückt und von GM Overseas Operations gemanagt. Es wurden komplette Karosserien, die Motoren und Getriebe sowie ein Großteil der Innenausstattung verpackt. Starterbatterie, Reifen, Teile der Innenausstattung und ähnliches wurde erst in den Montageländern beschafft. Die Fahrzeuge erhielten eine eigene Codierung für die Fahrgestellnummern, welche nicht mit der Codierung der US-Fahrzeuge vergleichbar war. So wurden im Jahr 1967 rund 1200 und 1968 gut 1248 Fahrzeuge ins Ausland verschickt. Für Europa sind die in der Schweiz und Belgien montierten Fahrzeuge am interessantesten.

### Schweizer Camaros
Bei den 1967 in der Schweiz montierten Autos handelte es sich allesamt um Coupés mit dem 4,6 Liter (283 in3) großen V8-Motor, der 198 brutto SAE-HP (ca. 146 kW) bei 4800 Umdrehungen pro Minute und 386 Nm (285 lb-ft) bei 2400 Umdrehungen pro Minute leistete. Dieser kleinste GM-V8-Motor war bei den in den USA gebauten Camaros nicht verfügbar. Im Jahr 1968 wurde der 5,4-Liter-Motor (327 in3) mit 210 brutto SAE-HP (157 kW) verwendet, der SS350 mit dem L48-Motor war ebenfalls erhältlich. Als Getriebe fanden entweder die Powerglide-Automatik oder ein manuelles 4-Gang-Getriebe Verwendung. Die meisten Autos hatten Optionen wie elektrische Fensterheber, Heckscheibenheizung, Mittelkonsole, Scheibenbremsen mit Bremskraftverstärker, Servolenkung und das Deluxe-Interieur. Alle Fahrzeuge besaßen einen Tachometer mit km/h-Skale. Die in der Schweiz gebauten Camaros waren nicht mit dem Dreigang-Schaltgetriebe erhältlich und hatten serienmäßig eine Differentialsperre. Einige sonst zusätzliche Sicherheitsausrüstungen waren ebenfalls serienmäßig. Im Jahr 1967 wurden so 211 Fahrzeuge produziert, für die Folgejahre kann die Anzahl nicht bestimmt werden, es waren 1968 aber mindestens 80 Fahrzeuge.

### Belgische Camaros
Die in Antwerpen gebauten Autos hatten entweder den L26 Sechszylinder-Reihenmotor mit 140 brutto SAE-HP oder einen 5,4-Liter-Motor (327 in3) – offenbar verwendeten die 1967er Autos den LF7 5,4 Liter (327 in3) mit 210 brutto SAE-HP (157 kW) starken Motor und die 68er Autos den L30 mit ebenfalls 5,4 Liter (327 in3), allerdings mit 275 brutto SAE-HP (205 kW). Die Getriebe waren entweder die Powerglide-Automatik oder ein 4-Gang-Schaltgetriebe. Sie waren gut ausgestattet und verfügten häufig über Scheibenbremsen, Servolenkung, Mittelkonsole, Heckscheibenenteisung, einen umklappbaren Rücksitz und das Deluxe-Interieur. Alle Fahrzeuge besaßen einen Tacho mit km/h-Skale.
Das belgische Werk hat die in den USA produzierten 1967er bis 1969er Camaros für den europäischen Markt homologiert, indem es Markierungsleuchten und Sicherheitsgurte nach europäischer Spezifikation sowie weitere europäische Anforderungen hinzugefügte. 1967 homologierte Fahrzeuge erhielten eine Antwerpener Fahrgestellnummer. Bei den 1968er und 1969er Fahrzeugen, die homologiert wurden, wurden Antwerpener Typenschilder zusätzlich zur US-Fahrgestellnummer montiert. Wenn der Wagen für den Verkauf in Deutschland bestimmt war, wurde in Antwerpen ein deutsches Homologationsschild an der Spritzwand angebracht. Am Ende des Modelljahrs 1968 endete die Produktion von Chevrolet in Antwerpen, die 1969er Fahrzeuge wurden direkt aus den USA importiert.
Eines der einzigartigen Merkmale, das vom Antwerpener Werk installiert wurde, waren Schiebedächer. Die Schiebedächer wurden von einem deutschen Lieferanten hergestellt und optional sowohl in Antwerpen montierten Fahrzeugen als auch in importierten Fahrzeugen eingebaut. Wenn Schiebedächer eingebaut wurden, wurde ein Vinyldachbezug installiert (um Verzerrungen in der Dachfläche zu verbergen).

## Technik

### Motoren
Chevrolet bot verschiedene Sechszylinderreihen- und V8-Ottomotoren für den Camaro an.
Die V8-Chevrolet-Motoren sind entweder Small Block oder Big Block Motoren. Die Unterscheidung erfolgt durch die Länge des Motorblockes und der Bohrung des Zylinders, der in der Regel weniger als 4 Zoll bzw. 101,6 mm beträgt. Lediglich eine von 1970 bis 1980 gebaute Variante des Small Blocks mit 6,6 Liter (400 in3) hat eine Bohrung von 4,126 Zoll bzw. 104,9 mm. Die Baulänge des Small Blocks ist kürzer als die des Big Blocks. Die Entwicklung des „Small Block Chevrolet“ (SBC) geht auf das Jahr 1954 zurück. Der Entwicklungsauftrag an den Chevrolet-Ingenieur Edward „Ed“ Cole lautete, einen kleinen preiswerten V8-Motor zu entwickeln, eben einen Small Block.
Die Motoren, unabhängig davon, ob mit sechs oder acht Zylindern, sind längs eingebaut. Sie haben eine OHV-Ventilsteuerung mit je zwei hängenden Ventilen pro Zylinder. Klassischerweise werden die Motoren und deren weiterentwickelte Generationen von amerikanischen Automobilmarken mit Namen versehen. So haben auch die im Camaro verwendeten Motoren von Chevrolet Namen. Die 6-Zylinder-Reihenmotoren werden „Turbo-Thrift“ genannt, die V8-Small Block-Motoren „Turbo-Fire“ und die Big Blocks „'Turbo-Jet“.
Die Bezeichnung entspricht meist dem Hubraum in Kubikzoll. Alle Leistungsangaben sind Bruttoangaben nach den Standards J245 und J1995, das heißt prinzipiell nicht mit den technischen Daten der Motoren vergleichbar, die nach DIN 70020 oder ISO 1585 gemessen wurden. Für die SAE-Test wurden für den Betrieb des Motors notwendige, aber leistungsmindernde Bauteile wie Wasserpumpe, Generator und Lüfter entfernt und eine leistungssteigernde Abgasanlage montiert.
| Übersicht der Motoren                               | Übersicht der Motoren  | Übersicht der Motoren          | Übersicht der Motoren | Übersicht der Motoren | Übersicht der Motoren | Übersicht der Motoren | Übersicht der Motoren  |
| Motorart                                            | Hubraum                | Leistung                       | Bestellcode           | Anzahl in Stück       | Anzahl in Stück       | Anzahl in Stück       | Bemerkung              |
| Motorart                                            | Hubraum                | Leistung                       | Bestellcode           | 1967                  | 1968                  | 1969                  | Bemerkung              |
| --------------------------------------------------- | ---------------------- | ------------------------------ | --------------------- | --------------------- | --------------------- | --------------------- | ---------------------- |
| 6-Zylinder-Reihenmotoren Turbo-Thrift               | 3,8-Liter-R6 (230 in3) | ca. 104 kW (140 brutto SAE-HP) | L26                   | 20.643                | 22.322                | 17.588                |                        |
| 6-Zylinder-Reihenmotoren Turbo-Thrift               | 4,0-Liter-R6 (250 in3) | ca. 116 kW (155 brutto SAE-HP) | L22                   | 38.165                | 28.647                | 18.660                |                        |
| 8-Zylinder-V-Motoren Small-Block-Motoren Turbo-Fire | 4,9-Liter-V8 (302 in3) | ca. 216 kW (290 brutto SAE-HP) | Z28                   | 602                   | 7.199                 | 20.302                |                        |
| 8-Zylinder-V-Motoren Small-Block-Motoren Turbo-Fire | 5,0-Liter-V8 (307 in3) | ca. 149 kW (200 brutto SAE-HP) | L14                   | -                     | -                     | 68.487                | ab Januar 1969         |
| 8-Zylinder-V-Motoren Small-Block-Motoren Turbo-Fire | 5,4-Liter-V8 (327 in3) | ca. 157 kW (210 brutto SAE-HP) | LF7                   | 102.409               | 124.870               | 44.746                | bis Januar 1969        |
| 8-Zylinder-V-Motoren Small-Block-Motoren Turbo-Fire | 5,4-Liter-V8 (327 in3) | ca. 205 kW (275 brutto SAE-HP) | L30                   | 25.287                | 21.586                | -                     | bis Januar 1969        |
| 8-Zylinder-V-Motoren Small-Block-Motoren Turbo-Fire | 5,7-Liter-V8 (350 in3) | ca. 190 kW (255 brutto SAE-HP) | LM1                   | -                     | -                     | 10.406                | ab Januar 1969         |
| 8-Zylinder-V-Motoren Small-Block-Motoren Turbo-Fire | 5,7-Liter-V8 (350 in3) | ca. 186 kW (250 brutto SAE-HP) | L65                   | -                     | -                     | 26.898                | ab Januar 1969         |
| 8-Zylinder-V-Motoren Small-Block-Motoren Turbo-Fire | 5,7-Liter-V8 (350 in3) | ca. 220 kW (295 brutto SAE-HP) | L48                   | 29.270                | 12.496                | 22.339                | nur SS350              |
| 8-Zylinder-V-Motoren Big-Block-Motoren Turbo-Jet    | 6,5-Liter-V8 (396 in3) | ca. 242 kW (325 brutto SAE-HP) | L35                   | 4.003                 | 10.773                | 6.752                 | nur SS396              |
| 8-Zylinder-V-Motoren Big-Block-Motoren Turbo-Jet    | 6,5-Liter-V8 (396 in3) | ca. 261 kW (350 brutto SAE-HP) | L34                   | -                     | 2.579                 | 2.018                 |                        |
| 8-Zylinder-V-Motoren Big-Block-Motoren Turbo-Jet    | 6,5-Liter-V8 (396 in3) | ca. 280 kW (375 brutto SAE-HP) | L78                   | 1.138                 | 4.575                 | 3.823                 |                        |
| 8-Zylinder-V-Motoren Big-Block-Motoren Turbo-Jet    | 6,5-Liter-V8 (396 in3) | ca. 280 kW (375 brutto SAE-HP) | L78/L89               | -                     | 272                   | 311                   | Aluminium-Zylinderkopf |
| 8-Zylinder-V-Motoren Big-Block-Motoren Turbo-Jet    | 7,0-Liter-V8 (427 in3) | ca. 317 kW (425 brutto SAE-HP) | L72                   | -                     | -                     | 997                   | COPO 9561              |
| 8-Zylinder-V-Motoren Big-Block-Motoren Turbo-Jet    | 7,0-Liter-V8 (427 in3) | ca. 321 kW (430 brutto SAE-HP) | ZL1                   | -                     | -                     | 69                    |                        |

### Getriebe
Der Camaro war mit verschiedenen manuellen und automatischen Getrieben bestellbar, zudem mit Lenkstockschaltung oder Wählhebel bzw. Schalthebel auf dem Mitteltunnel bzw. der Mittelkonsole, je nach gewählten Optionen.

#### Schieberadgetriebe
Für den Camaro waren Schieberad-Dreiganggetriebe mit Schrägverzahnung verfügbar. Das Dreiganggetriebe des Zulieferers Saginaw, einer GM-Tochtergesellschaft, war das Basisgetriebe des Camaro. Es hat die Bezeichnung M15 und wurde serienmäßig mit einem Schalthebel an der Lenksäule bedient, ein Schalthebel auf dem Mitteltunnel war auf Wunsch erhältlich (M11). Für die SS-Modelle konnte ein Getriebe bestellt werden, das für höhere Drehmomente ausgelegt war. Anfangs war der Zulieferer dieses als M13 bezeichneten Getriebes BorgWarner, ab 1969 lieferte es Muncie (GM) zu, womit sich die Bezeichnung zu MC1 änderte.
Die von 1963 bis 1974 produzierten handgeschalteten Schieberad-Vierganggetriebe mit Schrägverzahnung wurden von Muncie und Saginaw zugeliefert. Das Getriebe von Saginaw ist sehr kurz übersetzt und hat ein Gehäuse aus Grauguss, es war in der Ausführung M20 erhältlich. Von Muncie gab drei Typen, M20, M21 und M22, alle mit Gehäuse aus Aluminium. M20 und M21 sind baugleich, das M21 hat aber eine etwas längere Übersetzung der einzelnen Gänge, wobei der vierte Gang bei beiden Getrieben genau gleich lang übersetzt ist. Das M22, das ab 1967 produziert wurde, hat dieselbe Gangabstufung wie das M21-Getriebe, dafür sind die Gangräder nicht so schräg verzahnt, was das Getriebe zwar lauter macht, aber die Übertragung höherer Drehmomente ermöglicht. Das weiter abgestufte Muncie M20 war mit jedem der Hochleistungsmotoren erhältlich, mit Ausnahme des L78 und des Z/28 in 67, welche ausschließlich mit dem M21 bestellbar waren. Das M20 ist das einzige 4-Gang-Getriebe, dass mit den Motoren SS350 und SS396 (L35) erhältlich war. Das M21 mit engerer Abstufung war mit dem Z28, SS396 und COPO erhältlich. Der Z/28 konnte grundsätzlich mit der 4-Gang-Handschaltung auf dem Mitteltunnel bestellt werden.

#### Wandlergetriebe
Das Powerglide ist ein Zwei-Gang-Automatikgetriebe von General Motors. Es hat einen hydrodynamischen Drehmomentwandler mit Kupplungspaket und zweistufigem Planetengetriebe. Man konnte es mit allen Motoren außer dem SS396 und dem Z/28 kombinieren. Es war in erster Linie für Chevrolets im Zeitraum von Januar 1950 bis 1973 verfügbar. Mit der Einführung der Turbo Hydra-Matic wurde es aus dem Programm genommen. Für das 1968er Modelljahr führte Chevrolet eine vereinfachte Version des Powerglides unter dem Namen Torque Drive ein. Dieses Getriebe hat keinen Mechanismus, der automatisch zwischen erster und zweiter Fahrstufe umschaltet, sodass der Fahrer manuell die Gänge wechseln muss, allerdings ohne ein Kupplungspedal treten zu müssen. Diese Ausführung des Getriebes wurde zusammen mit leistungsschwachen Motoren für den Camaro und den Nova angeboten.
Das Turbo Hydra-Matic stammte ebenfalls von General Motors. Dieses Getriebe hat wie auch das Powerglide einen hydrodynamischen Drehmomentwandler, aber einen Simpson-Planetengetriebestrang mit drei Vorwärtsfahrstufen, wobei der Wählhebel die Positionen 1, 2, Drive, Neutral, Park und Rückwärts hat. Im Camaro wurden die Turbo-Hydra-Matic-Typen TH350 und TH400 eingesetzt. Die Typenbezeichnung des Getriebes gibt das nominale Eingangsdrehmoment von 475 N·m (350 lbf·ft) beziehungsweise 542 N·m (400 lbf·ft) an.

##### Tabellarische Übersicht
| Verfügbare Getriebe | Verfügbare Getriebe | Verfügbare Getriebe | Verfügbare Getriebe | Verfügbare Getriebe | Verfügbare Getriebe |
| Getriebeart         | Bezeichnung         | Beschreibung | Verfügbar in        | Verfügbar in        | Verfügbar in        |
| Getriebeart         | Bezeichnung         | Beschreibung | 1967                | 1968                | 1969                |
| ------------------- | ------------------- | --- | ------------------- | ------------------- | ------------------- |
| Schieberadgetriebe  | 3-Gang Saginaw      | RPO M15 Standardgetriebe mit Lenkradschaltung auch für SS-Modelle, RPO M11 mit Schalthebel auf dem Mitteltunnel                              | X                   | X                   |                     |
| Schieberadgetriebe  | 3-Gang BorgWarner   | RPO M13 verstärkte Ausführung mit Schalthebel auf dem Mitteltunnel                                                                           | X                   | X                   |                     |
| Schieberadgetriebe  | 3-Gang Muncie       | RPO MC1 verstärkte Ausführung, 1967–68 nur für SS wählbar, ab 1969 Standard bei SS                                                           | X                   | X                   | X                   |
| Schieberadgetriebe  | 4-Gang Saginaw      | mit Graugussgehäuse für die kleineren Motoren wie R6, V8 mit 5,0 Liter (307 in3), 5,4 Liter (327 in3) und der kleine L65 5,7 Liter (350 in3) | X                   | X                   | X                   |
| Schieberadgetriebe  | 4-Gang Muncie       | RPO M20, M21, M22 Aluminiumgehäuse für die größeren Motoren einschl. Z/28                                                                    | X                   | X                   | X                   |
| Wandlergetriebe     | 2-Gang PowerGlide   | RPO M35, nicht für SS396 | X                   | X                   |                     |
| Wandlergetriebe     | 2-Gang Torque-Drive | wie PowerGlide, aber manuell zu schalten | X                   | X                   |                     |
| Wandlergetriebe     | 3-Gang TH350        | nur für Small Block |                     |                     | X                   |
| Wandlergetriebe     | 4-Gang TH400        | nur für Big Block, 1967–68 nur bei Motoren größer 325 SAE-HP                                                                                 | X                   | X                   | X                   |

### Verfügbare Außenfarben
Über die Baujahre der ersten Generation waren Farbtöne über die gesamte Bauzeit verfügbar. Einzelne Farben entfielen, andere behielten ihren Namen, änderten jedoch die Sättigung. Zum Modelljahr 1969 änderte sich die Farbcodierung der Außenlacke von einem Buchstaben- in einen Zahlencode.
| Übersicht der Außenfarben für die Modelljahre | Übersicht der Außenfarben für die Modelljahre | Übersicht der Außenfarben für die Modelljahre | Übersicht der Außenfarben für die Modelljahre | Übersicht der Außenfarben für die Modelljahre | Übersicht der Außenfarben für die Modelljahre | Übersicht der Außenfarben für die Modelljahre | Übersicht der Außenfarben für die Modelljahre | Übersicht der Außenfarben für die Modelljahre |
| 1967                                          | 1967                                          | 1967                                          | 1968                                          | 1968                                          | 1968                                          | 1969                                          | 1969                                          | 1969                                          |
| Farbton                                       | TrimTag Farbcode                              | Verwendung [%]                                | Farbton                                       | TrimTag Farbcode                              | Verwendung [%]                                | Farbton                                       | TrimTag Farbcode                              | Verwendung [%]                                |
| --------------------------------------------- | --------------------------------------------- | --------------------------------------------- | --------------------------------------------- | --------------------------------------------- | --------------------------------------------- | --------------------------------------------- | --------------------------------------------- | --------------------------------------------- |
| Tuxedo Black                                  | A                                             | 2,2                                           | Tuxedo Black                                  | A                                             | 0,9                                           | Tuxedo Black                                  | 10                                            | 0,6                                           |
| Ermine White                                  | C                                             | 10,8                                          | Ermine White                                  | C                                             | 7,2                                           | Butternut Yellow                              | 40                                            | 1,7                                           |
| Nantucket Blue                                | D                                             | 5,2                                           | Grotto Blue                                   | D                                             | 6,2                                           | Dover White                                   | 50                                            | 7,9                                           |
| Deepwater Blue                                | E                                             | 3,1                                           | Fathom Blue                                   | E                                             | 1,3                                           | Dusk Blue                                     | 51                                            | 3,3                                           |
| Marina Blue                                   | F                                             | 12,2                                          | Island Teal                                   | F                                             | 3,0                                           | Garnet Red                                    | 52                                            | 7,7                                           |
| Granada Gold                                  | G                                             | 13,1                                          | Ash Gold                                      | G                                             | 12,4                                          | Glacier Blue                                  | 53                                            | 4,7                                           |
| Mountain Green                                | H                                             | 3,6                                           | Grecian Green                                 | H                                             | 2,6                                           | Azure Turquoise                               | 55                                            | 2,7                                           |
| Emerald Turquoise                             | K                                             | 4,2                                           | Rallye Green                                  | J                                             | 4,6                                           | Fathom Green                                  | 57                                            | 9,4                                           |
| Tahoe Turquoise                               | L                                             | 3,5                                           | Tripoli Turquoise                             | K                                             | 4,6                                           | Frost Green                                   | 59                                            | 11,4                                          |
| Royal Plum                                    | M                                             | 2,7                                           | Teal Blue                                     | L                                             | 3,1                                           | Burnished Brown                               | 61                                            | 2,3                                           |
| Madeira Maroon                                | N                                             | 4,6                                           | Cordovan Maroon                               | N                                             | 3,4                                           | Champagne                                     | 63                                            | 0,6                                           |
| Bolero Red                                    | R                                             | 13,8                                          | Corvette Bronze                               | O                                             | 5,7                                           | Olympic Gold                                  | 65                                            | 6,2                                           |
| Sierra Fawn                                   | S                                             | 2,0                                           | Seafrost Green                                | P                                             | 3,3                                           | Burgundy                                      | 67                                            | 2,3                                           |
| Capri Cream                                   | T                                             | 4,7                                           | Matador Red                                   | R                                             | 11,0                                          | Cortez Silver                                 | 69                                            | 6,2                                           |
| Butternut Yellow                              | Y                                             | 13,5                                          | Palomino Ivory                                | T                                             | 1,6                                           | LeMans Blue                                   | 71                                            | 12,4                                          |
|                                               |                                               |                                               | LeMans Blue                                   | U                                             | 9,4                                           | Hugger Orange                                 | 72                                            | 8,5                                           |
| Sequoia Green                                 | V                                             | 3,0                                           | Daytona Yellow                                | 76                                            | 6,7                                           |                                               |                                               |                                               |
| Butternut Yellow                              | Y                                             | 9,4                                           | Rallye Green                                  | 79                                            | 4,9                                           |                                               |                                               |                                               |
| British Green                                 | Z                                             | 6,0                                           |                                               |                                               |                                               |                                               |                                               |                                               |

## Modellgeschichte

### 1967
Der erste Camaro basiert auf der damals neu entwickelten X-Body-Plattform für den Chevrolet Nova von 1968. Darauf aufbauend wurde die F-Body-Plattform entwickelt, die er sich mit seinem Schwestermodell Pontiac Firebird teilt. Sie war eine Universal-Plattform und umfasst die Bodengruppe von Windschutzscheibe/Spritzwand bis zum Heck. So war das Fahrwerk der Vorderradführung vergleichbar. Die Front wurde mit einem zusätzlichen Stahlhilfsrahmen realisiert, welcher ähnlich dem des Nova ist. Dies sollte unter anderem für eine Entkopplung der Fahrgastzelle vom Antrieb sorgen, da der Motor-/Getriebeträger mittels Gummiblöcken (Silentblöcke) mit der Karosserie verschraubt ist, um Schwingungen oder Vibrationen zu eliminieren. Die Zubehörliste umfasste 81 Optionen ab Werk, drei Hauptpakete und verschiedene Motorisierungen. Hinzu kamen weitere 41 Komponenten aus dem Zubehör, welche der Händler installierte oder nachrüstete.
Der Käufer konnte aus vier Innenausstattungen wählen, die in acht Farben lieferbar waren und so zu 17 Varianten führten. Hinzu kamen 15 Außenfarben die mit den Innenfarben kombiniert 62 verschiedene Kombinationen zuließen. Ergänzt um ein vinylbezogenes Dach und verschiedene Streifenformen und -farben ergaben sich sehr viele individuelle Varianten. Es konnten akzentuierende oder verbundene Farbkombinationen gewählt werden. Auf Grund der Lage des Zündschlosses in der Armaturentafel hat der 1967er Camaro keine Lenkradsperre.
Trommelbremsen an allen Rädern waren Standard. Bremskraftverstärker oder Scheibenbremsen an der Vorderachse konnten optional geordert werden. Alle Camaros haben eine Zweikreisbremsanlage, bei der das beifahrerseitige Vorderrad einen Kreis bildet und das fahrerseitige sowie die Räder der Hinterachse den zweiten Kreis. Der Bremsdruck für die Leitung der Hinterräder wird durch ein Ventil begrenzt. Scheibenbremsen hatten nicht automatisch einen Bremskraftverstärker zur Folge, dieser musste getrennt bestellt werden, dies galt auch bei der SS-Option.

Alle Camaros der ersten Generation haben eine Windschutzscheibe aus Verbund-Sicherheitsglas (VSG), die Seitenscheiben und die Heckscheibe bestehen aus Einscheiben-Sicherheitsglas (ESG). Front- und Heckscheibe sind eingeklebt.

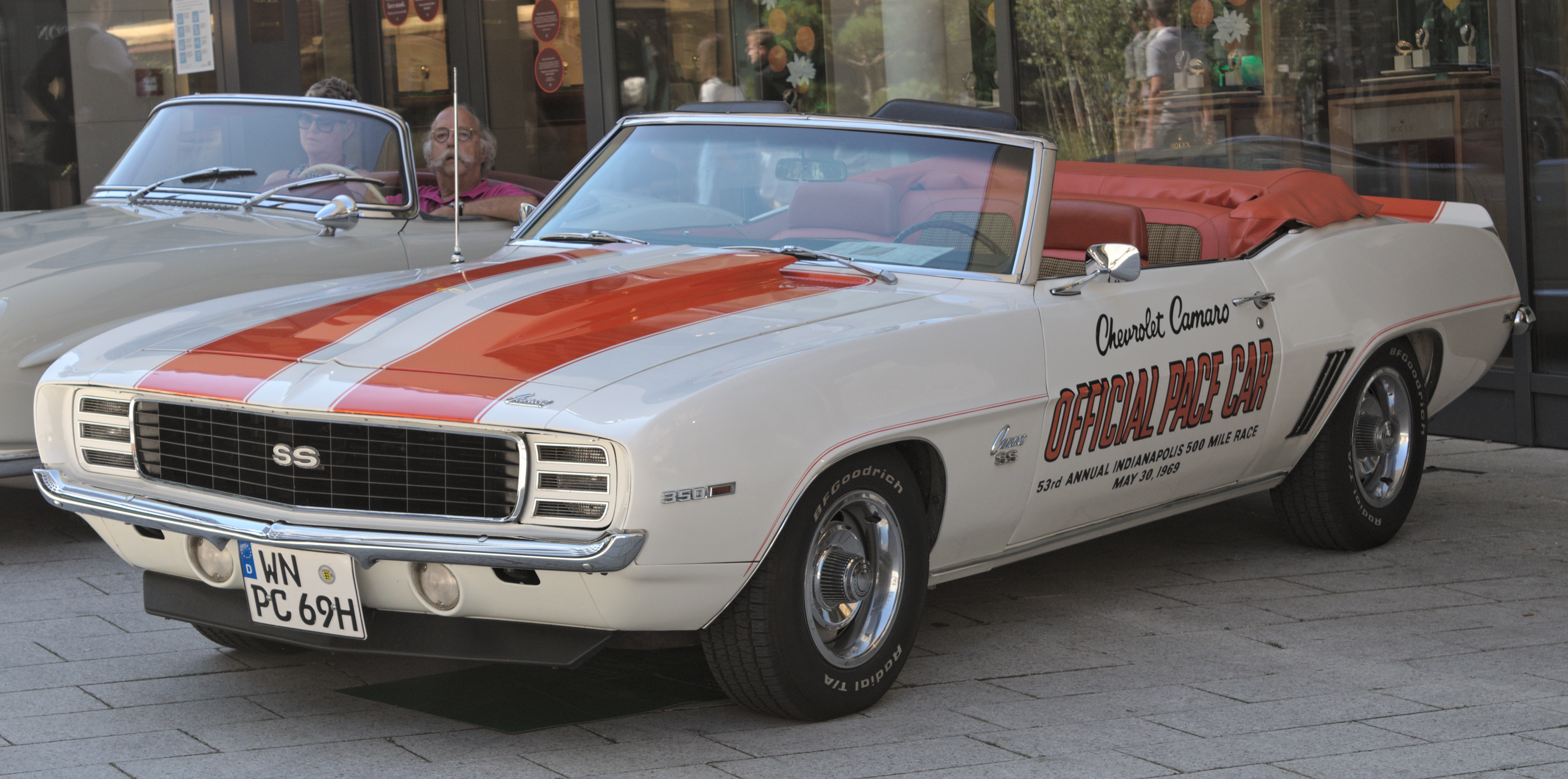
Replica des 1969er Pace Cars als RS/SS

Neben dem RS-Modell (für Rally-Sport) stieß das starke Super-Sport-Modell, kurz SS, auf größeres Interesse. Der Bekanntheitsgrad des Camaro stieg rapide nach dem Einsatz als Pace Car beim Indianapolis-500-Rennen.

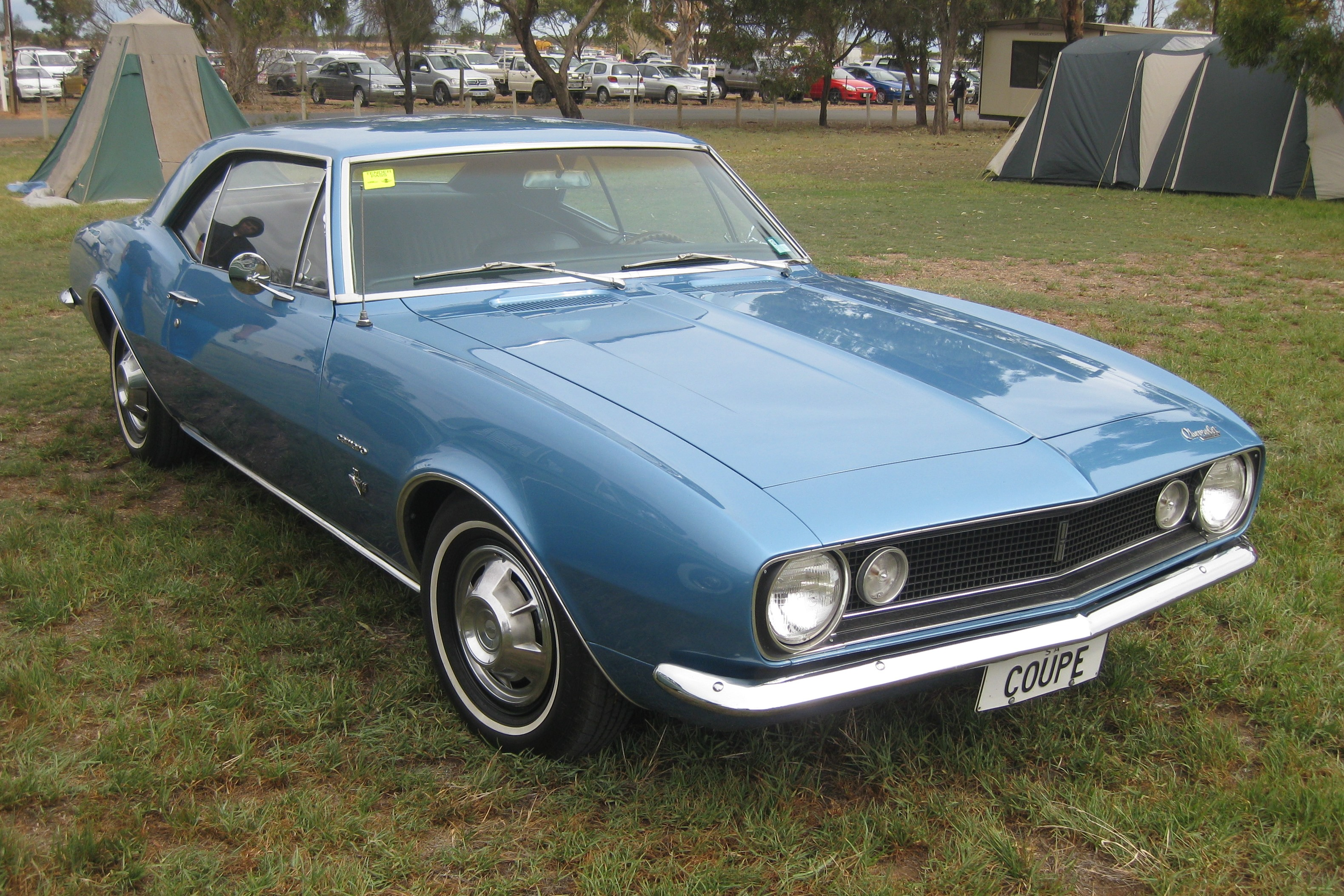
1967 Chevrolet Camaro Sport Coupe Front
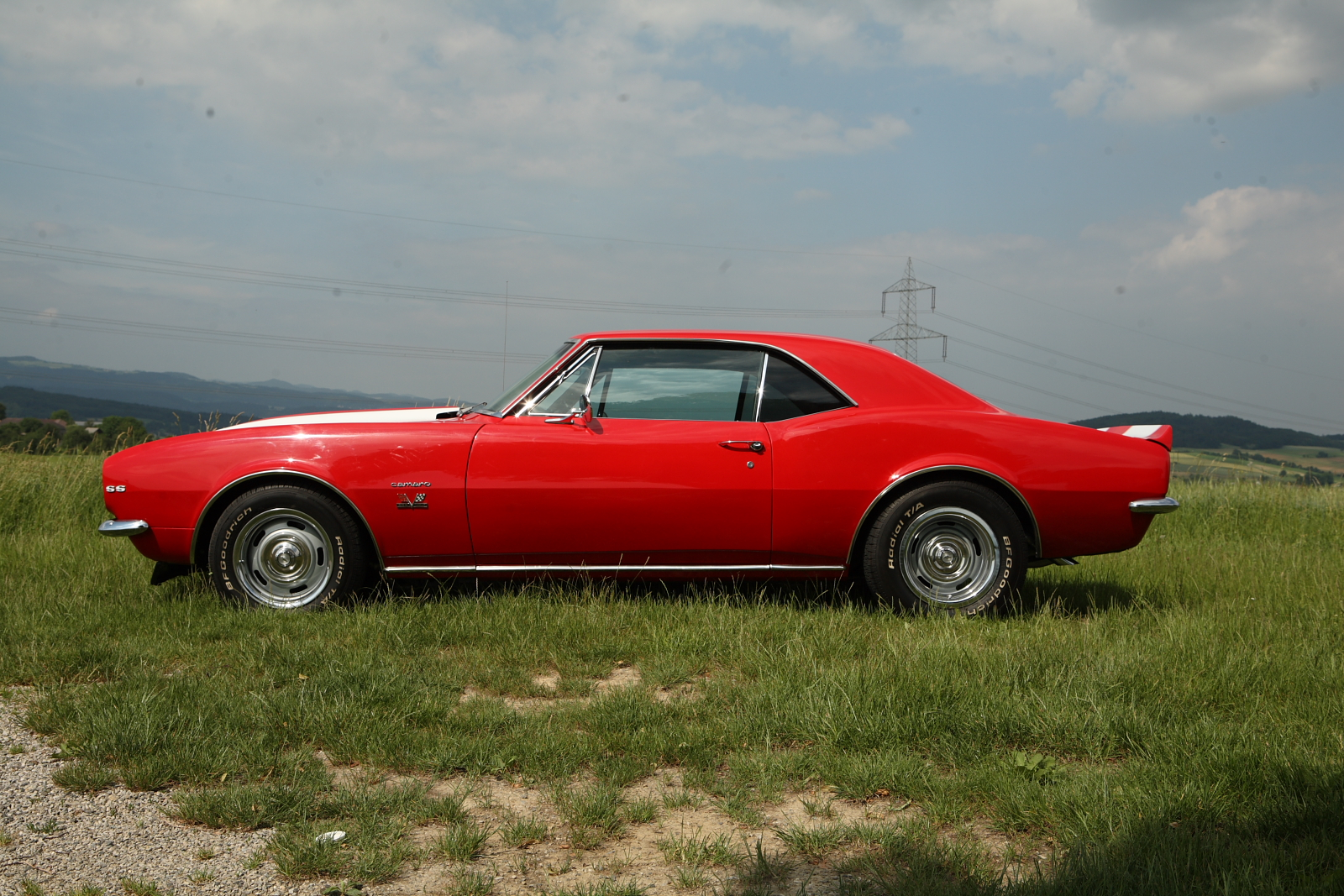
1967 Chevrolet Camaro Coupé Seite mit optionalem Heckspoiler
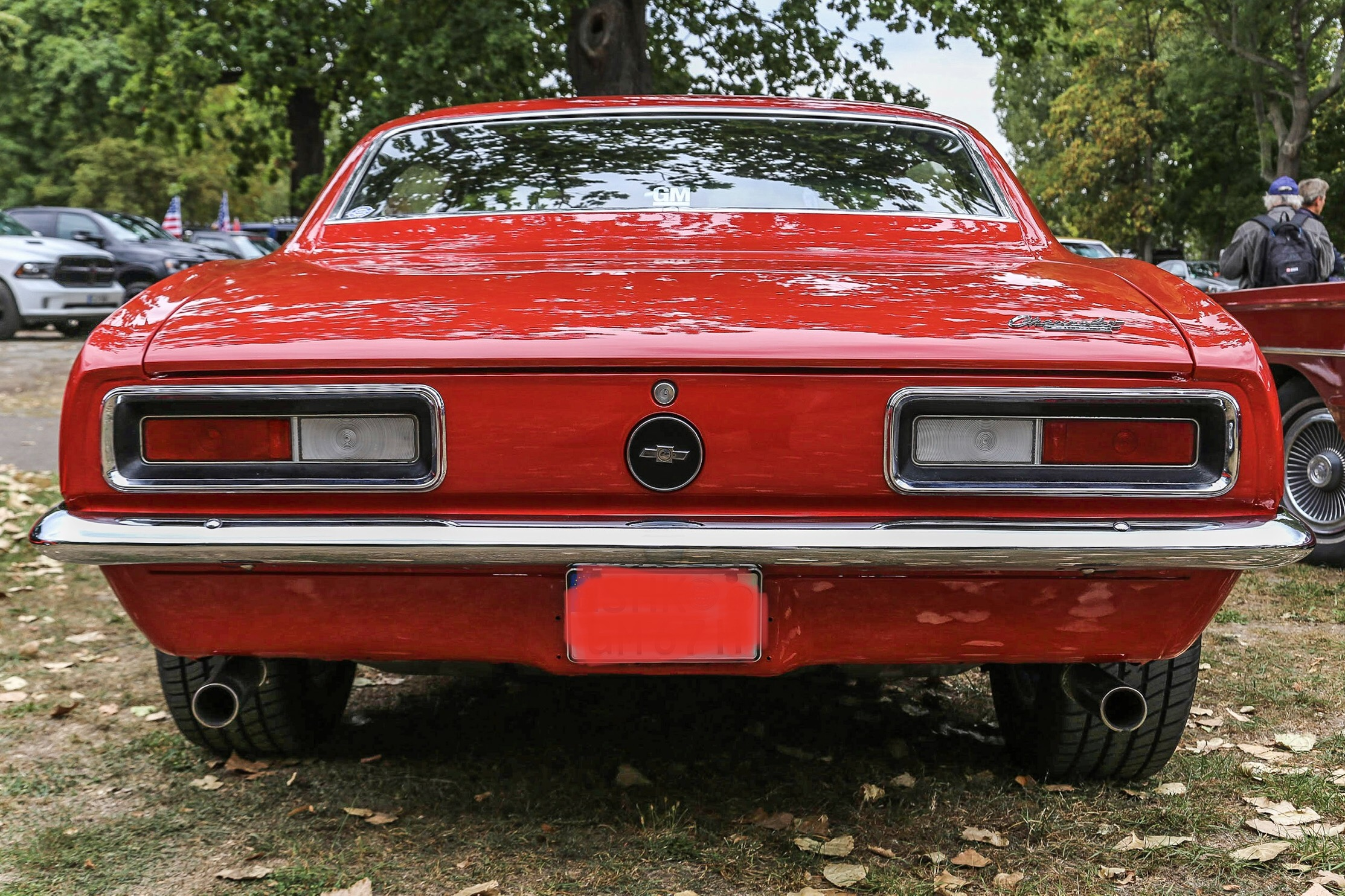
1967 Chevrolet Camaro Coupé Heck
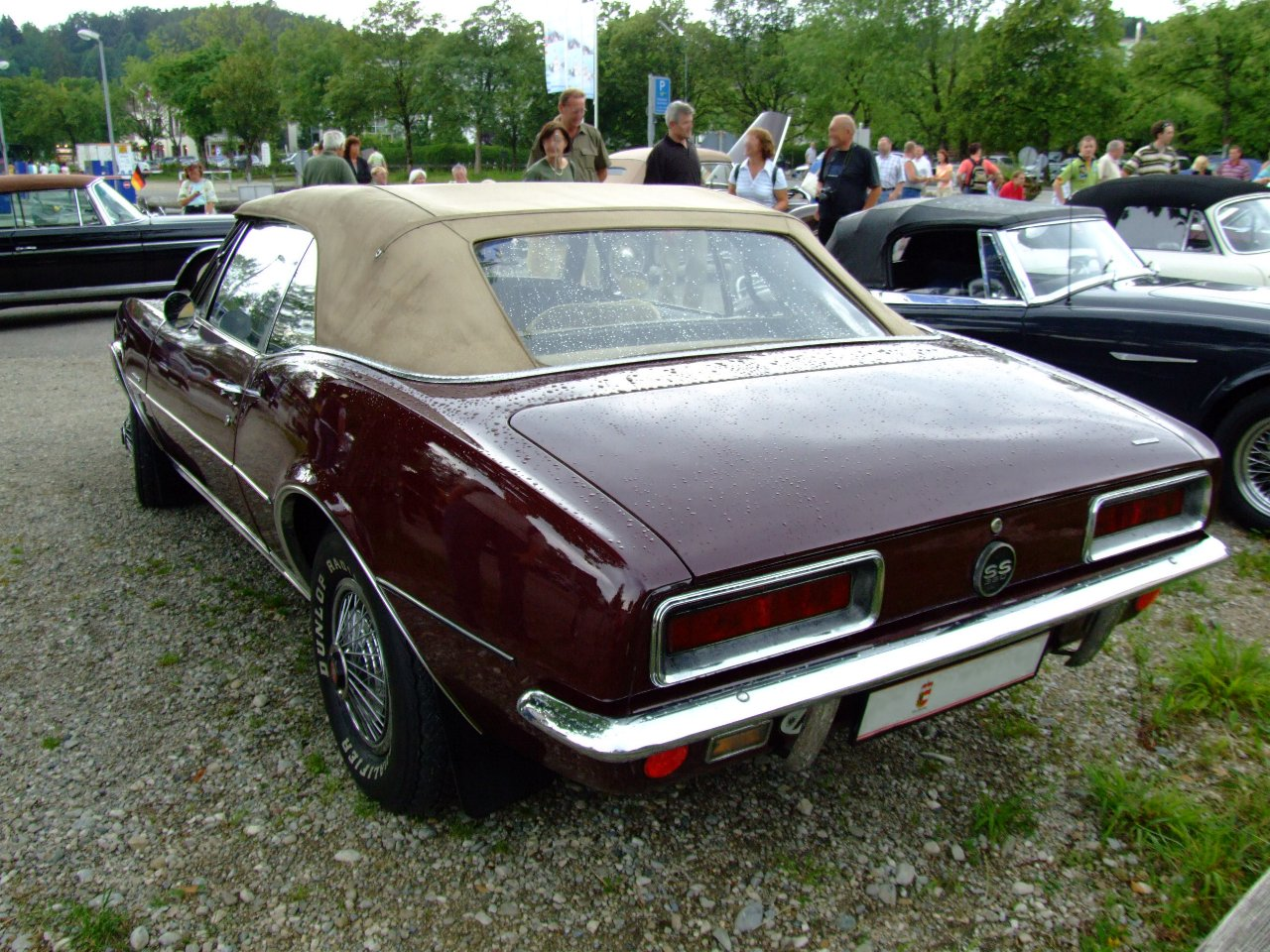
1967 Chevrolet Camaro RS/SS Convertible/Cabriolet
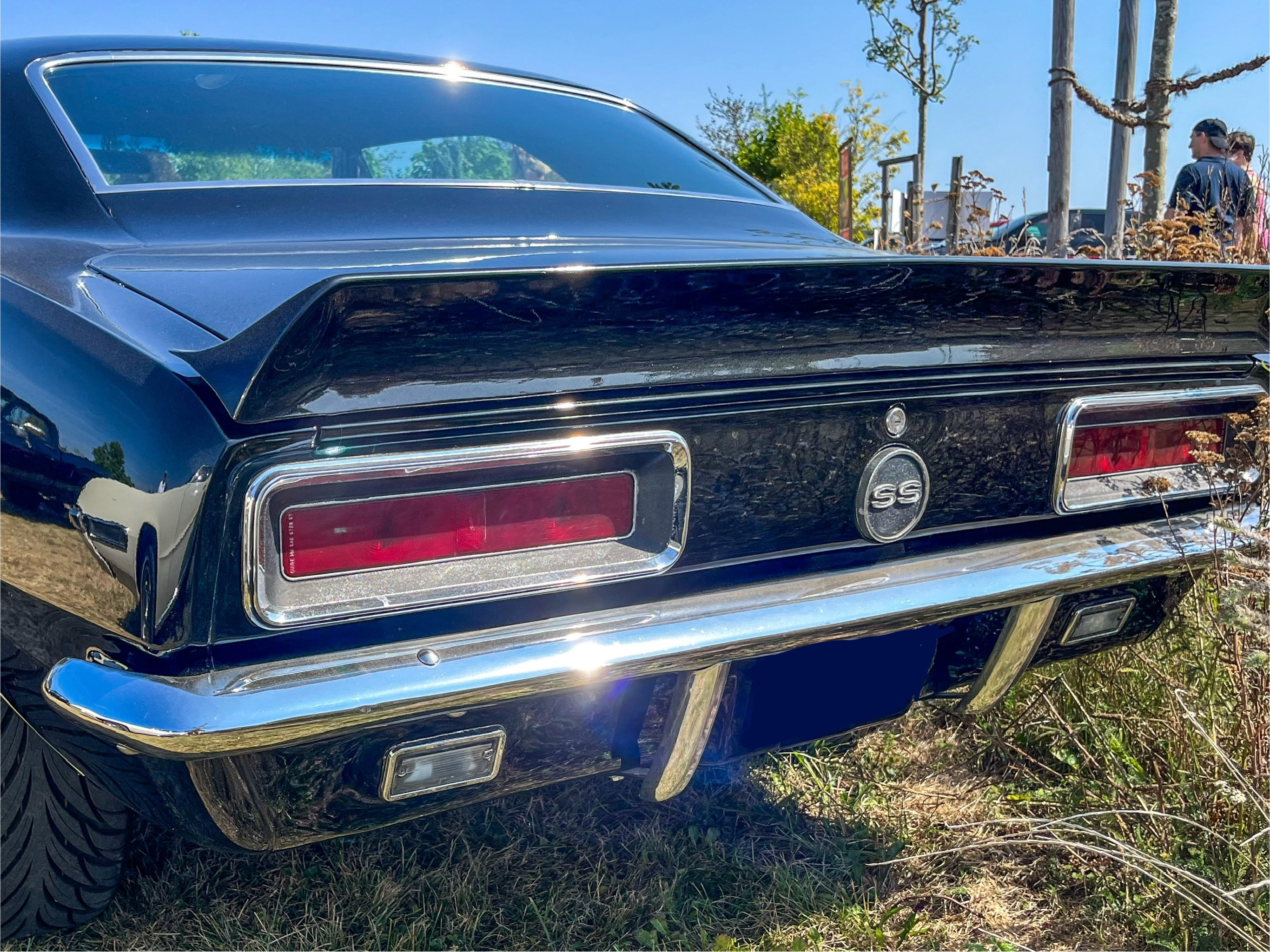
1967 Chevrolet Camaro RS Heck

### Farben der Innenausstattung
| Übersicht des Interiors für das Modelljahr 1967 | Übersicht des Interiors für das Modelljahr 1967 | Übersicht des Interiors für das Modelljahr 1967 | Übersicht des Interiors für das Modelljahr 1967 | Übersicht des Interiors für das Modelljahr 1967 | Übersicht des Interiors für das Modelljahr 1967 |
| TrimTag Code                                    | Farbe (dt/en)                                   | Bestellcode                                     | Bestellcode                                     | Bestellcode                                     | Bestellcode                                     |
| TrimTag Code                                    | Farbe (dt/en)                                   | Standard Einzelsitze vorn                       | Standard Sitzbank vorn                          | Custom bzw. Deluxe Einzelsitze vorn             | Custom bzw. Deluxe Sitzbank vorn                |
| ----------------------------------------------- | ----------------------------------------------- | ----------------------------------------------- | ----------------------------------------------- | ----------------------------------------------- | ----------------------------------------------- |
| E                                               | Schwarz/Black                                   | 760                                             | 756                                             | 765                                             | 767                                             |
| B                                               | Blau/Blue                                       | 717                                             | 739                                             |                                                 |                                                 |
| D                                               | Rot/Red                                         | 741                                             |                                                 | 742                                             |                                                 |
| G                                               | Gold                                            | 709                                             | 796                                             | 711                                             | 712                                             |
| K                                               | Pergament-Schwarz/Parchment-Black               |                                                 | 797                                             |                                                 |                                                 |
| R                                               | Hellblau/Bright Blue                            |                                                 |                                                 | 732                                             | 716                                             |
| T                                               | Türkis/Turquoise                                | 779                                             |                                                 |                                                 |                                                 |
| Y                                               | Gelb/Yellow                                     | 707                                             |                                                 |                                                 |                                                 |

In einem Cabriolet war keine vordere Sitzbank bestellbar.

#### SS-Option
Die Entscheidung zur SS-Option führte über die Bestellung der Option mit dem zugehörenden Motor. Sie beinhaltete außerdem eine andere Federung. Die Fahrzeuge erhielten mehrlagige Blattfedern, eine zweiflutige Auspuffanlage und bei Handschaltung eine stärkere Kupplung. Weiterhin wurde eine andere Motorhaube mit aufgesetzten, aber funktionslosen Lufteinlässen montiert. Optisch waren verschiedene Streifen möglich und die zusätzlichen „SS“-Embleme an den Kotflügeln, im Grill und auf dem Tankdeckel im Heckblech. Die Modelle bekamen die stärksten Motoren. Der 5,7-Liter-Motor (350 in3) des SS hatte 295 brutto SAE-HP (220 kW). Dieser Motor war ausschließlich mit der SS-Option lieferbar.

#### RS-Option

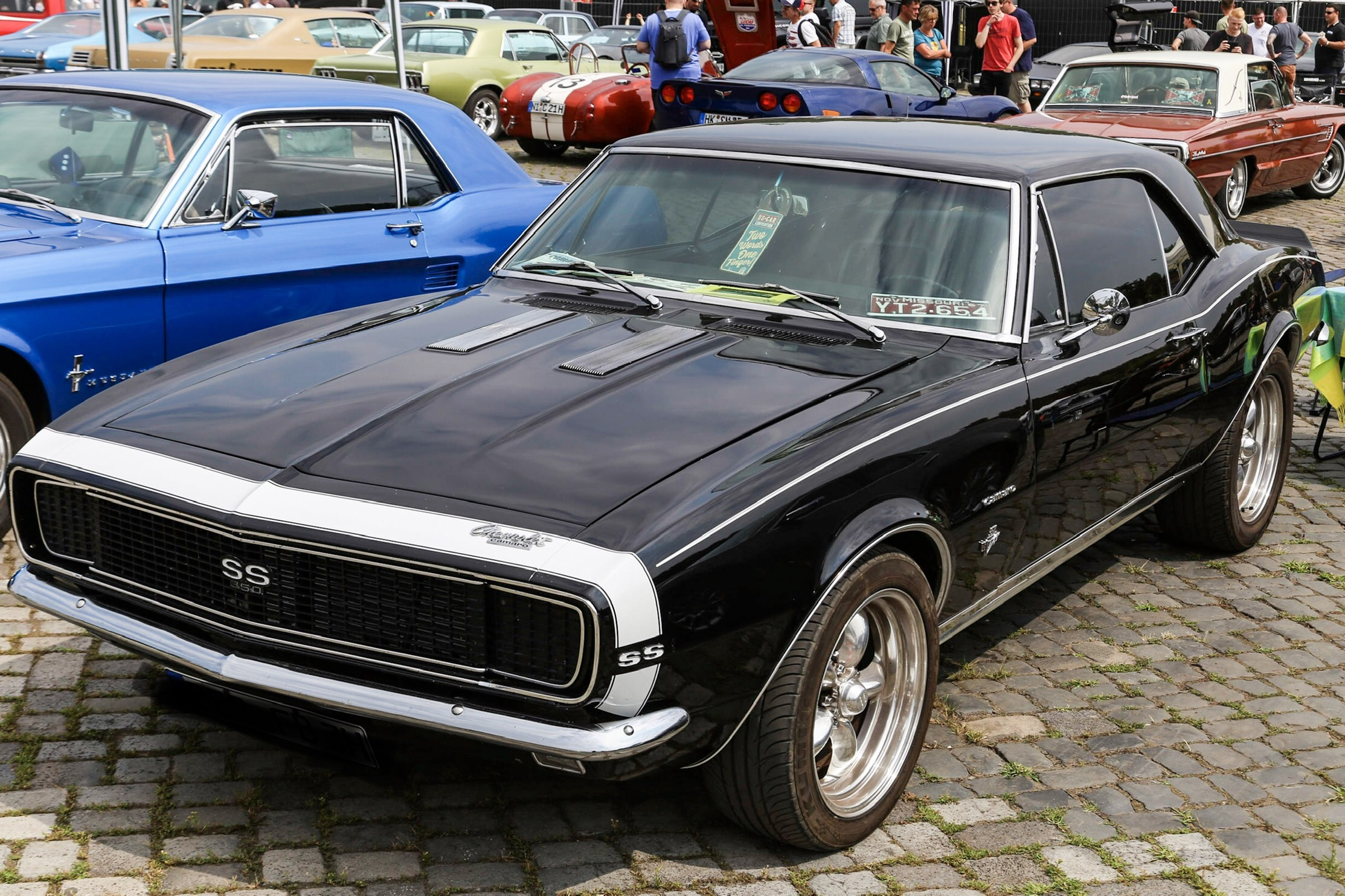
1967 Chevrolet Camaro Coupé RS SS, Front

Das RS-Paket konnte zu allen Modellvarianten (Basis, SS, Z/28) bestellt werden. Fahrzeuge mit der RS-Option erhielten einen anderen Grill, bei dem die Scheinwerfern hinter Abdeckklappen verborgen sind, die den Frontgrill auf die gesamte Fahrzeugbreite dehnen. Diese Klappen sind mit Elektromotoren betrieben und werden beim Einschalten der Scheinwerfer beiseite geschwenkt. Die Blinklichter befinden sich unter der Stoßstange an den äußeren Enden der Front. Im Heck sind andere Rückleuchten verbaut. Die Rückfahrleuchten wurden in die Heckschürze versetzt, wodurch die Rückleuchten komplett rot durchgefärbt sind.

#### Z/28
Im Dezember 1966 schuf Chevrolet einen der bekanntesten Optionen-Codes, den RPO Z28. Er wurde nicht beworben und war bei den Käufern zunächst unbekannt; 1967 wurden 609 Einheiten des später Z/28 genannten Modells produziert. Das Paket umfasste unter anderem einen speziellen 4,9-Liter-V8-Motor. Der Mehrpreis der Option betrug 340 USD, jedoch waren weitere Extras zwingend zu bestellen. Dazu gehörten Scheibenbremsen vorn, Sportfederung und ein 4-Gang-Schaltgetriebe der Firma Muncie. Zusätzlich erhielt er eine zweiflutige 2-1/4“ Auspuffanlage. Er war kaum mit anderen Optionen kombinierbar, allerdings war beispielsweise die RS-Option bestellbar, jedoch keine Klimaanlage. Den Z/28 gab es ausschließlich als Coupé.
Mit diesem Auto sollte eine erfolgreiche Teilnahme an der „Club of America Trans Am“-Rennserie erreicht werden, zugelassen wurden jedoch nur frei verkäufliche Straßenfahrzeuge mit Motoren unter 5 Liter (305 in3) Hubraum.
Die Leistung des Motors wurde mit 290 brutto SAE-HP (216 kW) angegeben. Der Motor wurde kreiert, indem die kurzhubige Kurbelwelle eines 283 in3-Motors in einen 327 in3-Motorblock eingesetzt wurde. Zur Gemischaufbereitung wurde ein 800 cfm Holley Doppel-Register-Vergaser verwendet. Der 4,9 Liter (302 in3) fand nur in der ersten Generation Verwendung. Der Z/28 gilt als schwierig in der Handhabung, der hoch drehende Motor wird optimal bei 7500 min−1 geschaltet. Einmal in Fahrt war er schwer zu schlagen und erreichte zahlreiche Rennsiege. Das 67er Z/28-Modelljahr ist äußerlich nicht sofort erkennbar, weil auf Embleme oder andere Zeichen verzichtet wurde.
Der Motor des Z/28 wurde in leicht veränderter Form in der US-amerikanischen Motorsportserie Formula A und ihrem europäischen Gegenstück, der europäischen Formel-5000-Meisterschaft, eingesetzt. Beginnend mit der Saison 1969, gingen alle folgenden europäischen Meistertitel an Fahrer, die diese Motoren einsetzten.

#### Camaro 427
Camaros mit 427 Kubikzoll (7,0 Liter) V8-Big-Block wurden Anfang 1967 von der technischen Abteilung von Chevrolet, wenige Monate nachdem das neue Modell erstmals in den Ausstellungsräumen erschien, evaluiert. Ungefähr zu dieser Zeit wurde eine dieser Kreationen der Presse vom technischen Chevrolet-Projektmanager Walter R. Mackenzie vorgeführt. Dieser experimentelle Camaro mit 427-Antrieb übertraf die Leistung selbst der stärksten Serienversion des Autos. Mackenzies Maschine konnte die Viertelmeile in einer Zeit von 13,5 bis 13,9 Sekunden fahren. Der Wagen war eigentlich ein Pilotmodell für die Drag-Racing-Fahrzeuge, die Autotuner bald in verschiedenen Teilen des Landes bauen würden. Diese Autos wurden von einer kleinen Anzahl Chevrolet-Händler, die enge Verbindungen zum Drag Racing und zum Promotion Netzwerk der Chevrolet Motor Division hatten, als „halb-ab-Werk-gebaute“ Rennwagen montiert. Die Manager und Verkäufer solcher Händler wurden zu Hauptakteuren bei der Entwicklung, dem Verkauf und der Förderung des 427 Camaro, aus dem später der COPO-Camaro und weitere hervorgehen sollten.

#### Preise
Der Einstiegspreis des Camaro lag knapp über dem des Ford Mustang, der bei 2368 US-Dollar startete. Der Listenpreis bezieht sich auf die jeweils kleinste Motorisierung ohne weitere Optionen. In der dritten Spalte die gerundeten Preise nach Bereinigung der Inflation (mit Stand 2025) und Umrechnung zum aktuellen Wechselkurs von USD in EURO.
| Typ oder Option                               | Preis 1967 | Preis 2025 |
| --------------------------------------------- | ---------- | ---------- |
| Coupé R6                                      | USD 2.466  | EUR 20.200 |
| Cabriolet R6                                  | USD 2.704  | EUR 22.200 |
| Coupé V8                                      | USD 2.572  | EUR 21.100 |
| Cabriolet V8                                  | USD 2.809  | EUR 23.100 |
|                                               |            |            |
| Wichtigsten Optionen:                         |            |            |
| Z22 = Rally Sport Paket                       | USD 100    | EUR 800    |
| Z27 = Super Sport Paket mit L48 5,7 L         | USD 200    | EUR 1.600  |
| Z28 = Special Performance Paket mit Z28 5,0 L | USD 340    | EUR 2.800  |

### 1968

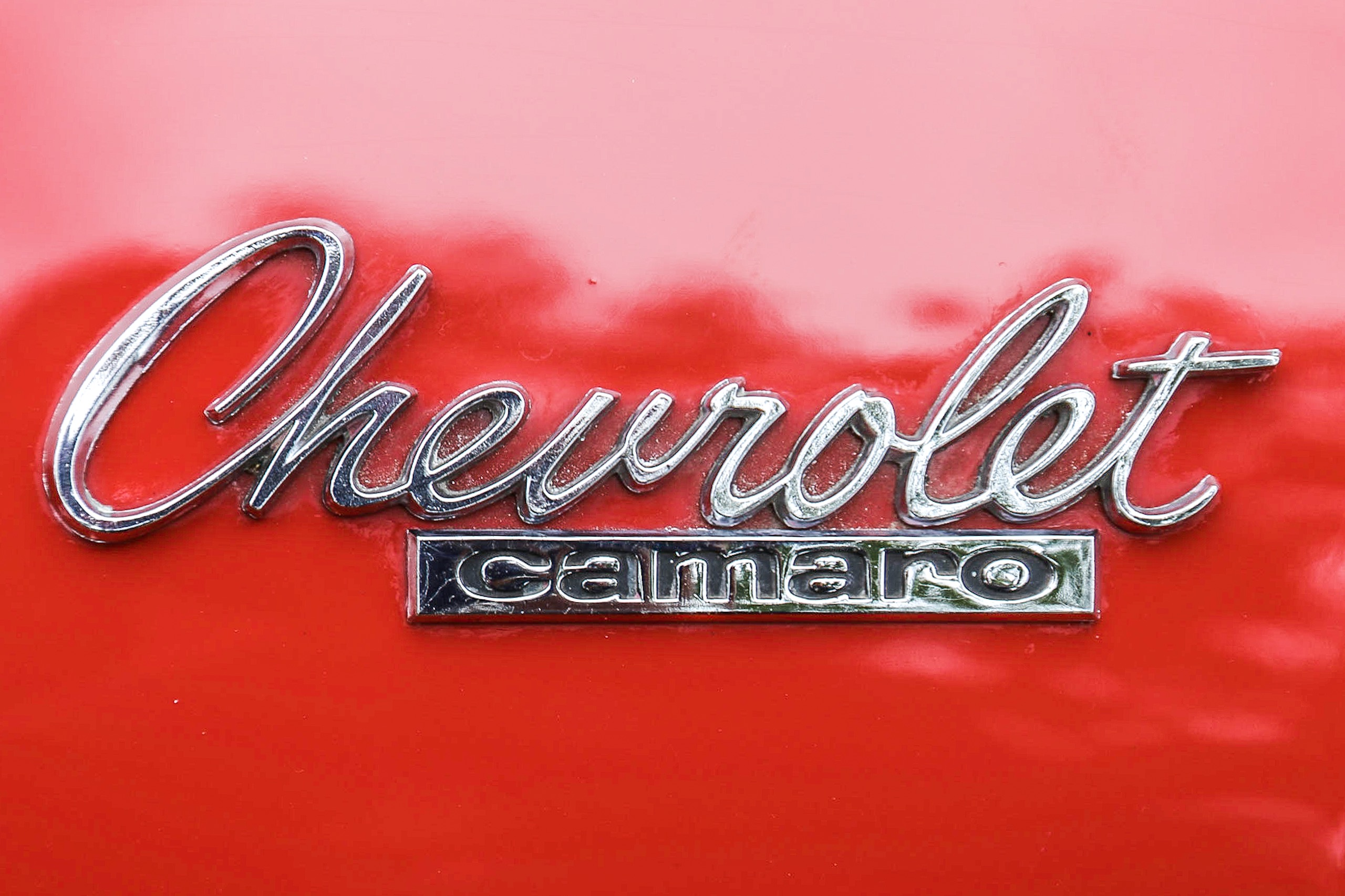
Logo am Chevrolet Camaro 1967

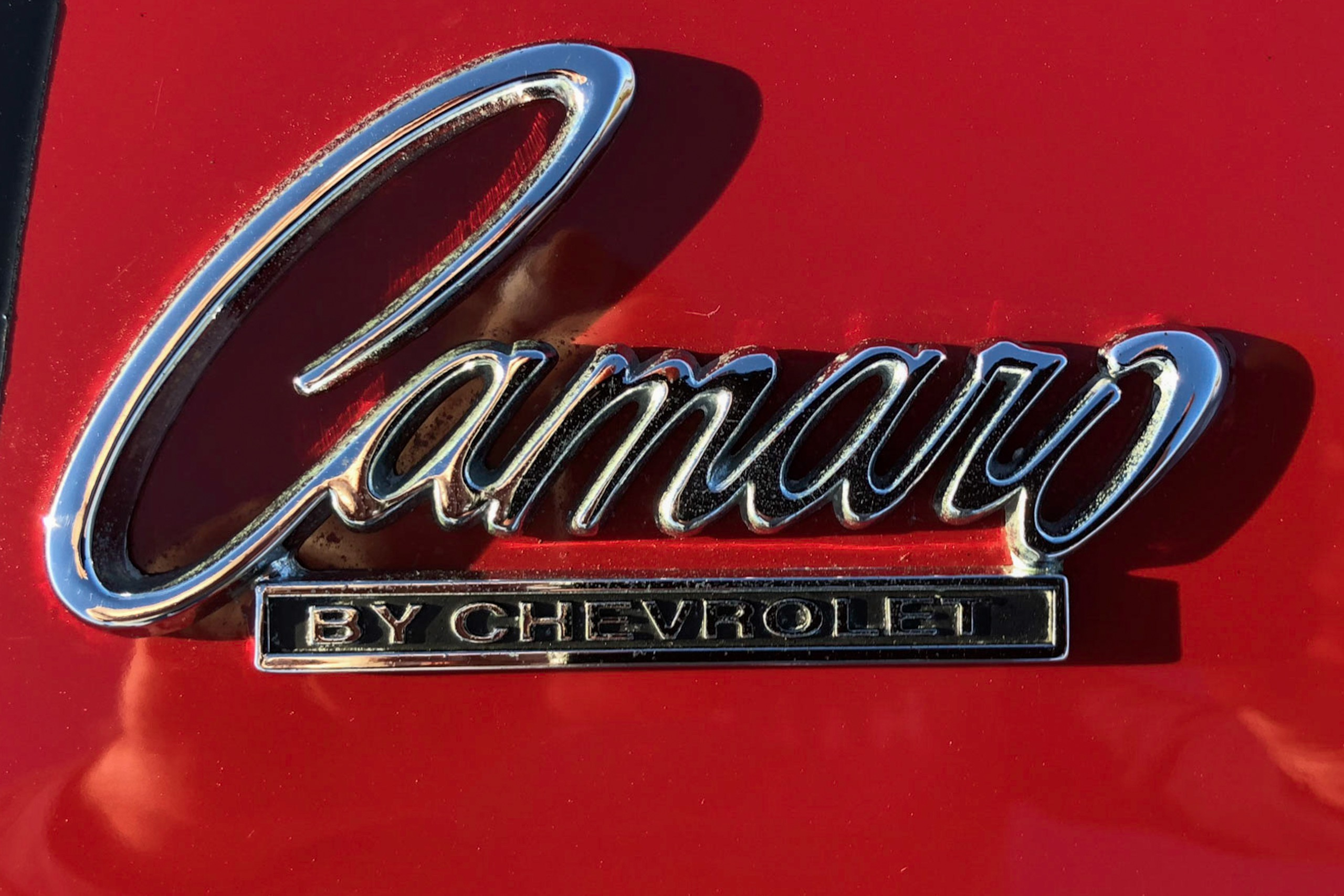
Logo am Chevrolet Camaro ab 1968

Neben leichten optischen Veränderungen wurde die Federung der Hinterachse überarbeitet. Statt einer einfachen Blattfeder wurde je nach Motorisierung oder gewählter Option eine mehrschichtige Blattfeder verbaut. Die Stoßdämpfer wurden anders abgestuft. Darüber hinaus wurde der fahrerseitige Stoßdämpfer auf die andere Seite der Achse gesetzt, d. h. auf der Beifahrerseite ist der Stoßdämpfer in Fahrrichtung an der vorderen Seite angebracht, auf der Fahrerseite in Fahrtrichtung auf der hinteren Seite der Achse. Ebenso änderte sich hier der obere Aufnahmepunkt des Dämpfers, der jetzt nicht mehr hinter, sondern in Fahrtrichtung vor der Achse sitzt. Modelle mit einem stärkeren Differential erhielten die mehrschichtige Blattfeder, was alle SS-Versionen, den Z/28 sowie die 5,4-Liter-Motoren (327 in3) mit 275 brutto SAE-HP und manuellem 4-Gang-Schaltgetriebe mit einschloss. Alle anderen liefen mit der Einfachblattfeder vom Band. Bei den Bremsen änderte sich nichts, allerdings enthielt die Option Scheibenbremsen den Bremskraftverstärker.
Es gab neue Farben. So konnte zu Beginn des 68er Modelljahres aus 7 Innenfarben und 15 Außenfarben gewählt werden. Zusätzlich war es möglich, stoffbezogene Sitze mit einem „Houndstooth“ betitelten Muster zu bestellen. 64 Innen-Außen-Farbkombinationen waren möglich. Im Laufe des Modelljahres gab es neue Außenfarben. Die Anzahl blieb gleich, jedoch entfielen z. B. Tuxedo Black und weitere, so dass andere Farben hinzukamen.
Die vorderen Blink-Standleuchten-Kombinationen wurde von rund in rechteckig/oval geändert und der Grill bekam eine deutlichere V-Form. Im Heck erhielten die Rückleuchten ein geändertes Design. Sie wurden größer und haben eine Chromtrennleiste zwischen den Kammern. Zusätzlich hat der 1968er Camaro vorn seitliche orange und hinten seitliche rot Positionslichter, welche eine Forderung der NHTSA (National Highway Traffic Safety Administration) per Gesetz waren. Direkt hinter den Scheinwerfern wurde das Emblem für die Motorgröße angebracht. Statt runder Außenspiegel gab es rechteckige Spiegel. Ein Außenspiegel für die Beifahrerseite war sowohl 1967 wie 1968 nicht ab Werk verfügbar. Das kleine Dreiecksfenster der Türen entfiel zugunsten eines vollständig zu öffnenden Seitenfensters. Fahrzeuge ohne die optionale Klimaanlage haben stattdessen eine „Astro-Ventilation“ genannte Zuführung für Außenluft. Diese führt Frischluft in zwei seitlich im Armaturenbrett eingebaute und einstellbare Lüftungsdüsen. Das Luftvolumen wird mittels Schieberegler in der äußeren Fußraumverkleidung eingestellt. Das Armaturenbrett, die A-Säulen und die Armlehnen erhielten zusätzliche Polsterungen. Eine Holzmaserung (Nussbaum) für das Mittelteil des Armaturenbretts war jetzt verfügbar.
Die Mittelkonsole, erhielt, sofern diese geordert wurde, ein völlig neu gestaltetes Aussehen. Die serienmäßigen kurzen hinteren Hörner der Stoßstange, die sowohl in 1967 als auch in 1969 Verwendung fanden, wurden 1968 nicht ab Werk montiert. Sie waren unmittelbar vor Beginn der Produktion 1968 gestrichen worden. (Obwohl sie am Stoßfänger des 68er Models installiert werden konnten.) Ab dem 1968er Modelljahr konnten optional Front- und Heckspoiler ab Werk bestellt werden.

Lautet beim 67er Model der große Schriftzug auf Motorhaube und Heckklappe noch „Chevrolet“ und in einem kleineren „Kasten“ das Wort „Camaro“, so ist es beim 1968er umgekehrt. Hier steht jetzt groß „Camaro“ und klein darunter „by Chevrolet“. Auf Grund gesetzlicher Forderungen musste ab 1968 die Fahrgestellnummer von außen lesbar sein. Daher wurde ein schmaler Blechstreifen mit der Nummer unter einem Ausschnitt auf der Fahrerseite des Armaturenbrettes angebracht und kann durch die Windschutzscheibe gelesen werden. Gleiches wird noch immer bei modernen Fahrzeugen praktiziert. Bisher waren die Fahrgestellnummern an der A-Säule der Fahrertür angebracht.

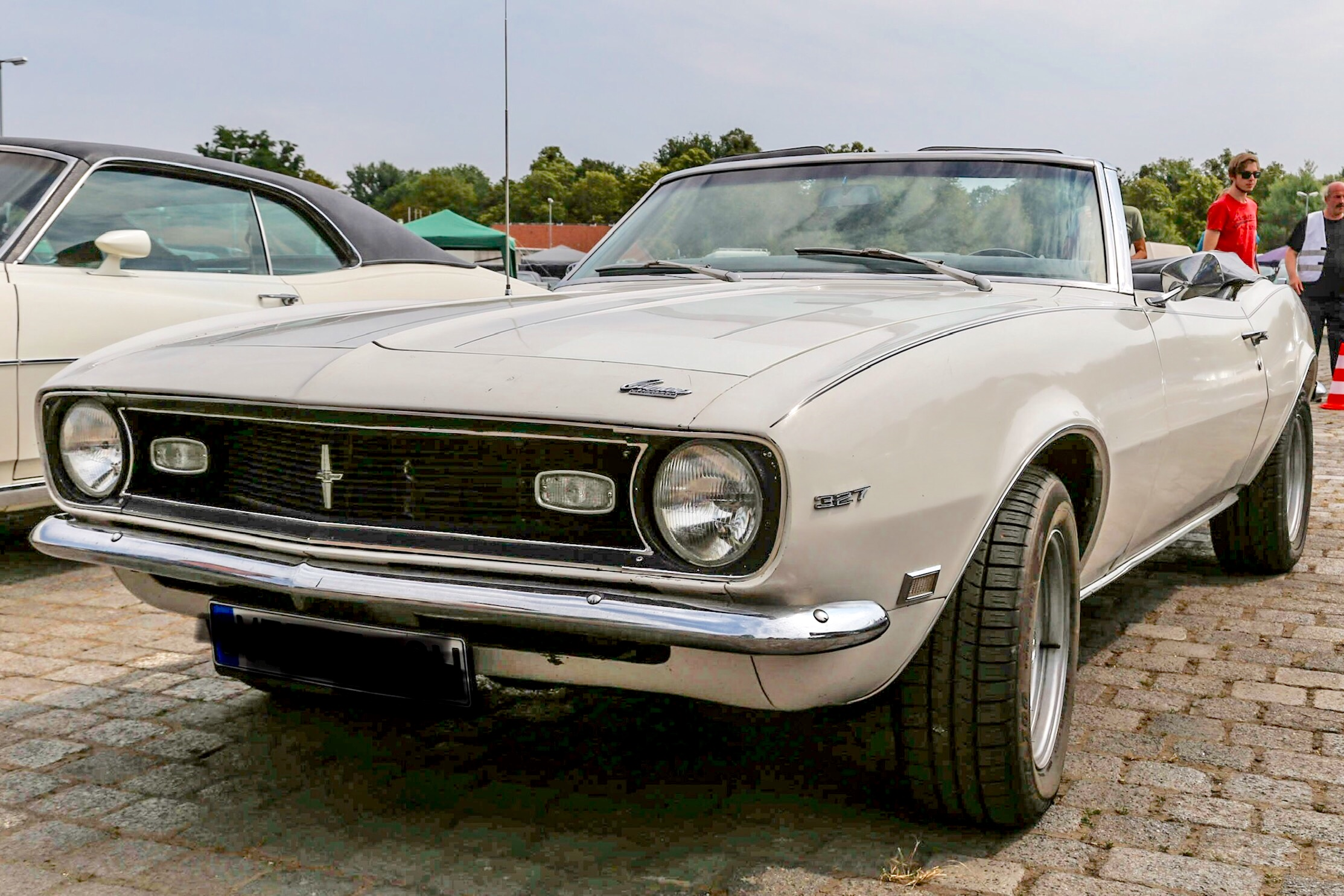
1968 Chevrolet Camaro Cabriolet Front
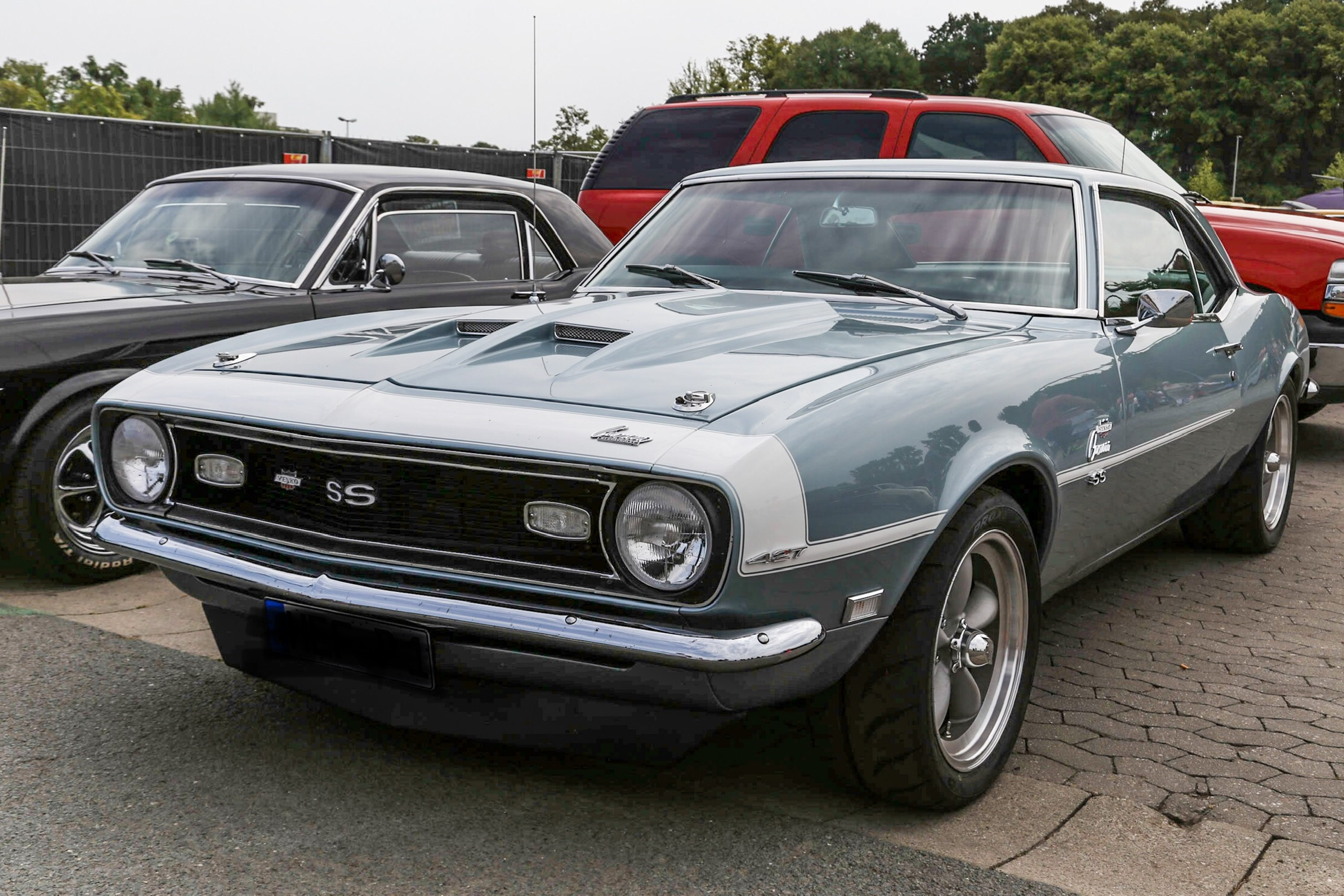
1968 Chevrolet Camaro SS mit individualisierter Motorhaube und Frontspoiler
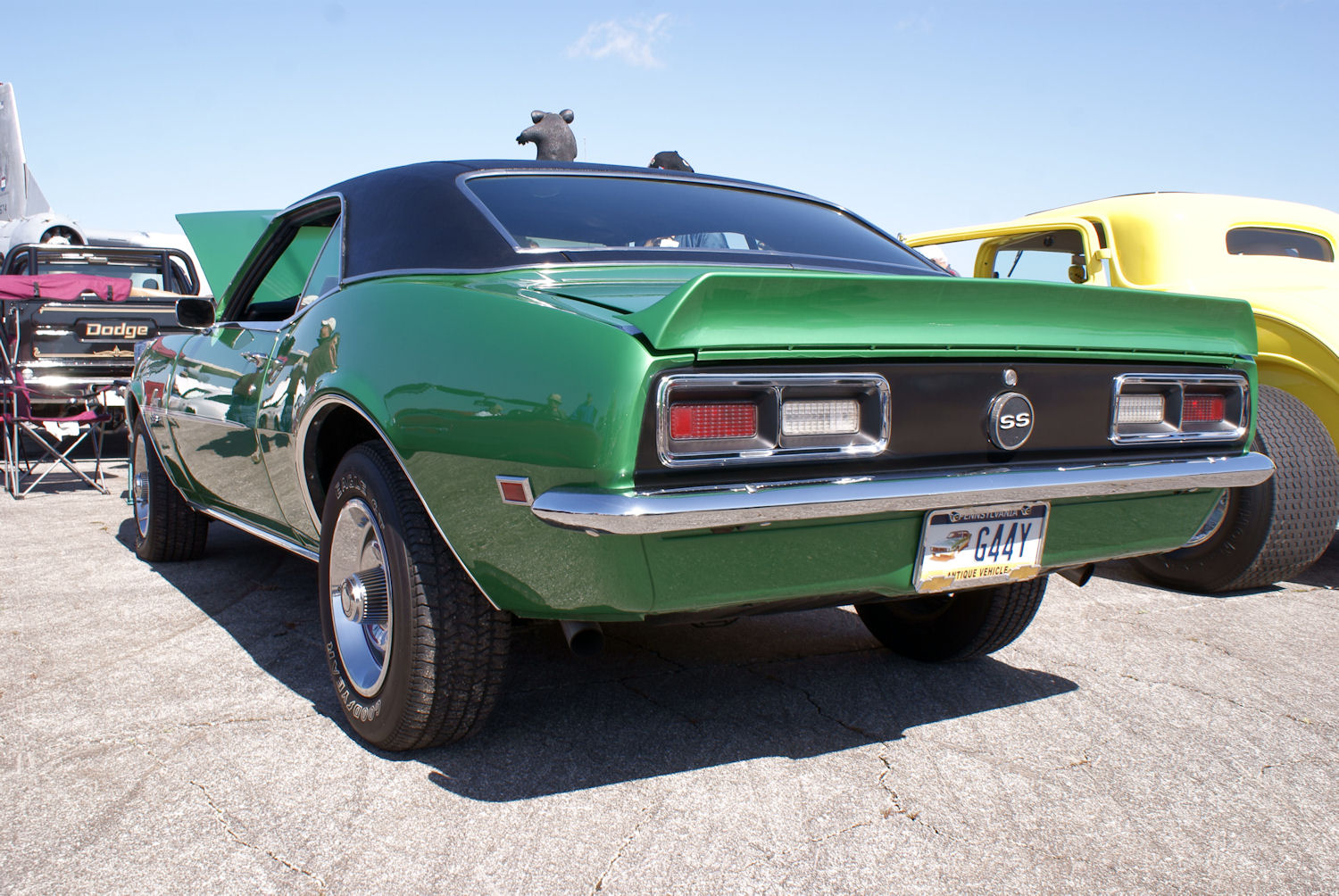
1968 Chevrolet Camaro Heck mit optionalem Heckspoiler, eine rote und eine weiße Leuchten Kammer als Rücklicht
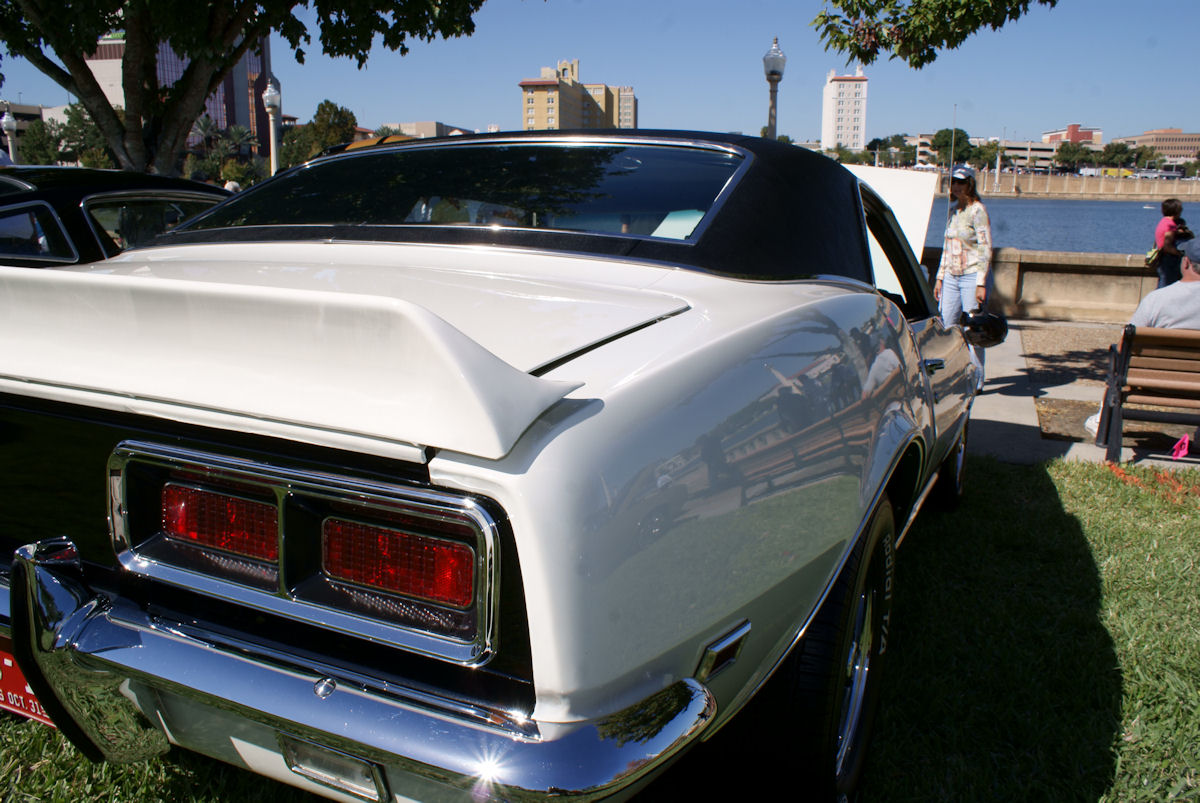
1968 Chevrolet Camaro RS Heck; zwei rote Leuchtenkammern, Rückfahrscheinwerfer unter der Stoßstange

### Farben der Innenausstattung
| Übersicht des Interiors für das Modelljahr 1968 | Übersicht des Interiors für das Modelljahr 1968 | Übersicht des Interiors für das Modelljahr 1968 | Übersicht des Interiors für das Modelljahr 1968 | Übersicht des Interiors für das Modelljahr 1968 | Übersicht des Interiors für das Modelljahr 1968 |
| TrimTag Code                                    | Farbe (dt/en)                                   | Bestellcode                                     | Bestellcode                                     | Bestellcode                                     | Bestellcode                                     |
| TrimTag Code                                    | Farbe (dt/en)                                   | Standard Einzelsitze vorn                       | Standard Sitzbank vorn                          | Custom bzw. Deluxe Einzelsitze vorn             | Custom bzw. Deluxe Sitzbank vorn                |
| ----------------------------------------------- | ----------------------------------------------- | ----------------------------------------------- | ----------------------------------------------- | ----------------------------------------------- | ----------------------------------------------- |
| E                                               | Schwarz/Black                                   | 712                                             | 713                                             | 714                                             | 715                                             |
| B                                               | Blau/Blue                                       | 717                                             | 718                                             | 719                                             | 720                                             |
| D                                               | Rot/Red                                         | 724                                             |                                                 | 725                                             |                                                 |
| G                                               | Gold                                            | 722                                             | 723                                             | 721                                             |                                                 |
| K                                               | Pergament-Schwarz/Parchment-Black               |                                                 | 730                                             |                                                 |                                                 |
| K                                               | Elfenbein-Schwarz/Ivory-Black                   | 711                                             |                                                 |                                                 |                                                 |
| Q                                               | Schwarz Hahnentritt/Black Houndstooth           | 749                                             |                                                 |                                                 |                                                 |
| V                                               | Elfenbein Hahnentritt/Ivory Houndstooth         | 716                                             |                                                 |                                                 |                                                 |
| T                                               | Türkis/Turquoise                                |                                                 | 726                                             | 727                                             |                                                 |

In einem Cabriolet war keine vordere Sitzbank bestellbar.

#### SS-Option
Für das neue Modelljahr änderte sich wenig. Der Basis-Motor für den SS war weiterhin der 5,7-Liter-Motor (350 in3) mit 295 brutto SAE-HP (ca. 220 kW). Darüber hinaus konnten die „Big-Blocks“ mit 6,5 Liter (396 in3) und bis zu 375 brutto SAE-HP (ca. 280 kW) geordert werden. Auch die Ausführungen mit Aluminiumzylinderköpfen für den 6,5-Liter-Motor waren verfügbar.

#### RS-Option
Auch 1968 war die RS-Option bestellbar. Die größte Änderung betraf den Antrieb der Scheinwerferklappen. Sie werden mit Vakuumzylindern angetrieben, welche mit dem Unterdruck des Vergasers betrieben werden. Die Rückfahrleuchten sind auch hier in der Heckschürze verbaut.

#### Z/28
Der Bekanntheitsgrad der Z/28-Option stieg und es wurden davon 7199 Einheiten verkauft. Anfang des 68er Modelljahres hatte der Z/28 noch die Hubraumangabe „302“ an den vorderen Kotflügeln. Im März 1968 wurde dies geändert, an Stelle der Hubraumangabe wurde das Z/28-Logo angebracht. Statt den hinteren einlagigen Blattfedern verwendete man ab 1968 vierlagige. Der 4,9 Liter (302 in3) des Z/28-Modells bekam eine Cross-Ram-Ansaugbrücke mit zwei 500 cfm Doppel-Register-Vergasern von Holley bei unveränderter Leistung.

#### Preise
Der Listenpreis bezieht sich auf die jeweils kleinste Motorisierung ohne weitere Optionen. In der dritten Spalte die gerundeten Preise nach Bereinigung der Inflation (mit Stand 2025) und Umrechnung zum aktuellen Wechselkurs von USD in EURO.
| Typ                                               | Preis 1968 | Preis 2025 |
| ------------------------------------------------- | ---------- | ---------- |
| Coupé R6                                          | USD 2.588  | EUR 20.400 |
| Cabriolet R6                                      | USD 2.802  | EUR 22.100 |
| Coupé V8                                          | USD 2.694  | EUR 21.200 |
| Cabriolet V8                                      | USD 2.908  | EUR 22.900 |
|                                                   |            |            |
| Wichtigsten Optionen:                             |            |            |
| Z22 = Rally Sport Paket                           | USD 100    | EUR 800    |
| Z27 = Super Sport Paket mit L48 5,7 Liter         | USD 200    | EUR 1.600  |
| Z28 = Special Performance Paket mit Z28 4,9 Liter | USD 380    | EUR 3.100  |

### 1969
Es gab größere offensichtliche optische Überarbeitungen, wobei die Motorhaube, die Kofferraumklappe und das Dach unverändert blieben. Zusätzlich zur normalen flachen Motorhaube gab es eine geänderte Haubenvariante für die SS-Modelle. Hierbei wurden auf der Haube zwei Lüftungsschlitze (ohne Funktion) simuliert. Optional konnte ab 1969 die „Cowl-Induction“-Haube für die SS-Varianten und den Z/28 geordert werden, die bei den „COPOs“ Serie war. Die „Cowl-Induction“-Haube wurde als Fiberglasausführung auch beim Chevrolet Händler angeboten. Diese konnte der willige Kunde erwerben und selbst montieren. Die 1969 Modelle sind durch die Karosserieveränderungen etwas länger und breiter. Er kann deutlich von den beiden vorhergehenden Baujahren unterschieden werden.
Die Karosserie erhielt seitlich an den Kotflügeln stark ausgeprägte Kanten. In das Blech der Seitenwand vor den Hinterrädern wurde ein „Lamellen“-Abdruck gepresst, ähnlich Haifischkiemen. Bei den Optionen RPO Z21 und Z22 ist dies zusätzlich mit einer Chromblende überlagert. Der Kühlergrill wurde in einer nach hinten fliehenden V-Form gestaltet und der Randbereich des Grills in Wagenfarbe lackiert, die Scheinwerfer treten deutlich hervor. Die Basismodelle haben ein silbernes Gitter in der gleichen Farbe wie die Scheinwerferringe. Nur bei den SS-Modellen und dem Z/28 ist das Gitter des Grills schwarz. Die Front erscheint aggressiver. Die Blink-Standleuchten-Kombinationen wanderten in die Frontschürze neben das Kennzeichen.
Optional konnte die Frontstoßstange in Wagenfarbe lackiert bestellt werden. Diese Option beinhaltete eine leicht anders geformte Stoßstange mit anderen Halterungen, die sie näher an die Karosserie brachte, sowie eine von GM „Endura“ genannte harte (hartgummiähnliche) Beschichtung, die in Wagenfarbe lackiert wurde. Die Front bekam dann ein moderneres Aussehen.
Auch die Rücklichter waren neugestaltet und mit drei statt zwei Kammern ausgestattet. Bei den Z21- und Z22-Optionen wurden die senkrechten Streben mit einer Chromleiste versehen. Auch hier können Basis- und RS-Modelle unterschieden werden, bei denen die Chromstrebe waagerecht verläuft.
Der Tankeinfüllstutzen, welcher bei den vorangegangenen Modelljahren als ein Emblem zwischen den Rückleuchten angeordnet war, wurde hinter das Kennzeichen unter die Stoßstange verlagert. Dies erfolgte auch im Hinblick auf den Unfallschutz. Beim 1967er und 1968er wurde der Tankstutzen noch durch den Kofferraum geführt und konnte so bei einem Heckaufprall beschädigt werden. Es bestand dann die Gefahr, dass Benzin austrat und sich im Kofferraum entzündete. Beim 1969er wurde die Gefahr deutlich gemindert, da der Tank keine Verbindung mehr in den Innenraum hatte.

Die Cowl Tag oder Trim Tag genannte Plakette mit den wesentlichen Angaben zum Fahrzeug, wie Montagezeitpunkt und Grundversion sowie dessen Ausstattung, wie Farben und Sitze, erhielt eine andere Codierung.

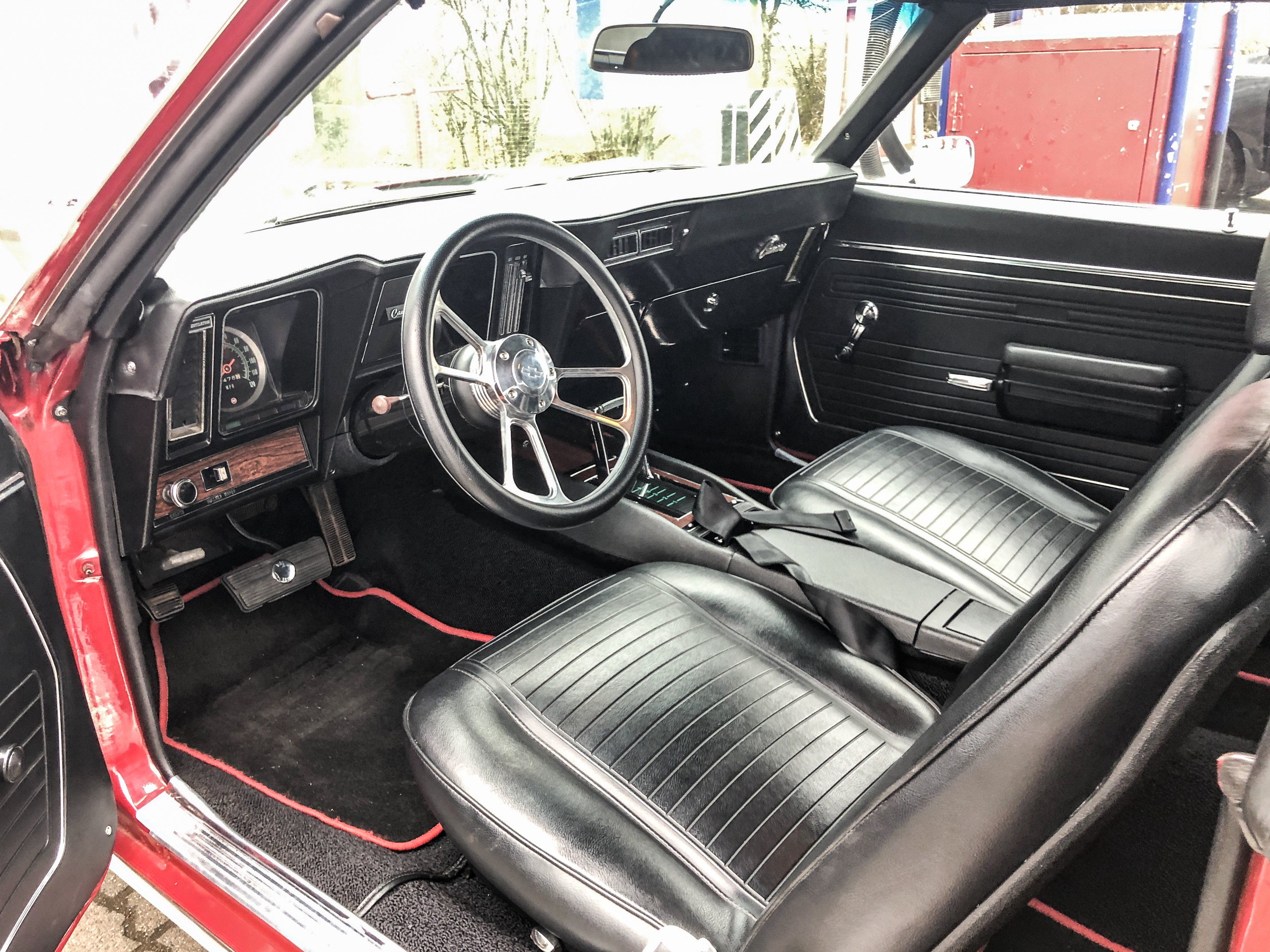
1969 Chevrolet Camaro Coupé (nicht originales Lenkrad)

1969 gab es eine größere Farbauswahl. 20 Lackfarben waren verfügbar, hinzu kam auch die Möglichkeit, den Seitenschwellerbereich sowie das Dach farblich mit einer Akzentfarbe abzusetzen. Hier waren zusätzlich sechs Optionen wählbar. Im Innenraum waren sechs Farben wählbar, einschließlich des „Houndstooth“ gab es für innen und außen 67 Farbkombinationen. 1969 entfiel die Möglichkeit der Wahl einer vorderen Sitzbank komplett. Obwohl der Camaro als 2+2-sitziges Coupé oder Cabriolet ausgewiesen war, blieb es möglich, dass beim Händler ein zusätzlicher mittleren Beckengurt bestellt wurde. Der Bezug, des als Extra wählbaren, Vinyldaches wurde an den Seiten nicht mehr bis zur Regenrinne gezogen. Stattdessen endete der Bezug unter einer Zierleiste etwa 2 cm oberhalb. Diese Bezugsform wurde „Halo Style“ genannt. Die A-Säule wurde nicht mehr mit Vinyl bezogen.
Im Innenraum gab es ein überarbeitetes Armaturenbrett und komfortablere Sitze mit Kopfstützen als Standard. Das Armaturenbrett hat quadratische statt bisher runder Geschwindigkeitsanzeigen und Drehzahlmesser bzw. Tankanzeigen. Die Maserung des Holzimitats wechselte auf Palisander. Das Zündschloss, welches vorher im Armaturenbrett saß, wurde in die Lenksäule verlegt, womit der Camaro erstmals eine Lenkradsperre erhielt, wie es inzwischen bei GM üblichen war. Die „Astro-Ventilation“ wurde um regelbare Luftauslässe in der seitlichen Verkleidung im Fahrer- und Beifahrerfußraum ergänzt. Die Regelung des Luftvolumens erfolgt getrennt für oben und unten jeweils mittels eines Schiebereglers in der äußeren Fußraumverkleidung.
Zum Beginn des Jahres 1969 wurde der 210 brutto SAE-HP (ca. 157 kW) starke 5,4-Liter-Motor (327 in3) gegen einen neuen 5,0-Liter-Motor (307 in3) mit 200 brutto SAE-HP (ca. 149 kW) getauscht. Das 3-stufige TH 350-Automatikgetriebe ersetzte die bei Dragracern beliebte 2-stufige Powerglide-Automatik. Es gab neu einen Warnton, der bei eingestecktem Zündschlüssel und geöffneter Tür erklang. Heute noch bei Mercedes zu finden, bot der Camaro ebenfalls eine Fußfeststellbremse und einen T-Griff zum Lösen. Die Betätigung des Fernlichts erfolgt mittels Fußschalter.

Ab 1969 bekamen alle Versionen mit den stärkeren Differentialen und alle Fahrzeuge mit 5,7-Liter-Motor (350 in3) eine Mehrfachblattfeder. Ob eine 4-lagige oder 5-lagige Feder verbaut wurde, war am Ende eine Folge des Fahrzeuggewichtes, welches je nach gewählten Optionen (z. B. Klimaanlage oder Servolenkung) variierte. Fahrzeuge mit den Sechszylinderreihenmotoren und mit 5,0-Liter- (307 in3) sowie dem 5,4-Liter-Motor (327 in3) erhielten immer die Einfachfeder an der Hinterachse.

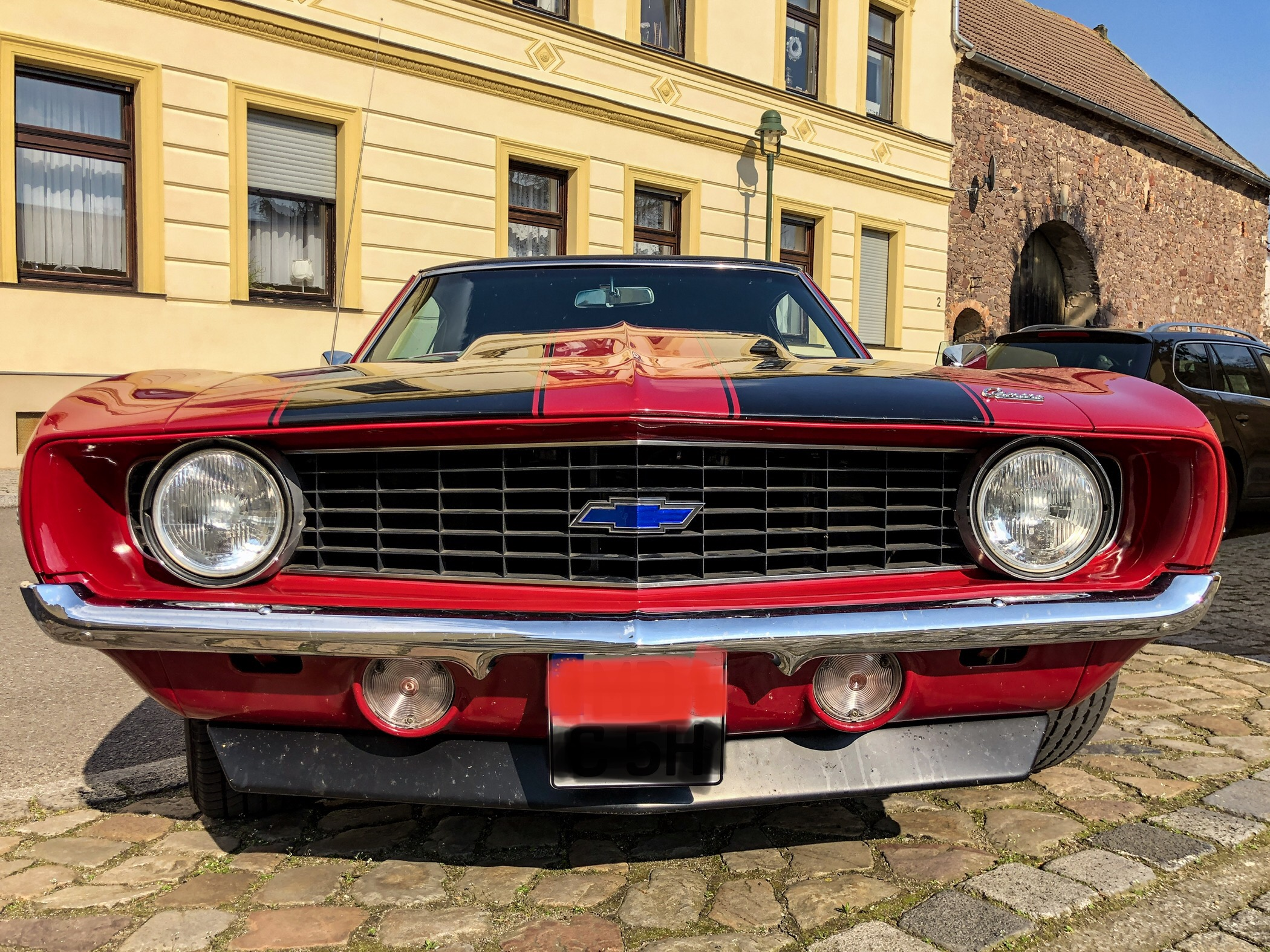
1969 Chevrolet Camaro Coupé Front mit optionalem Frontspoiler

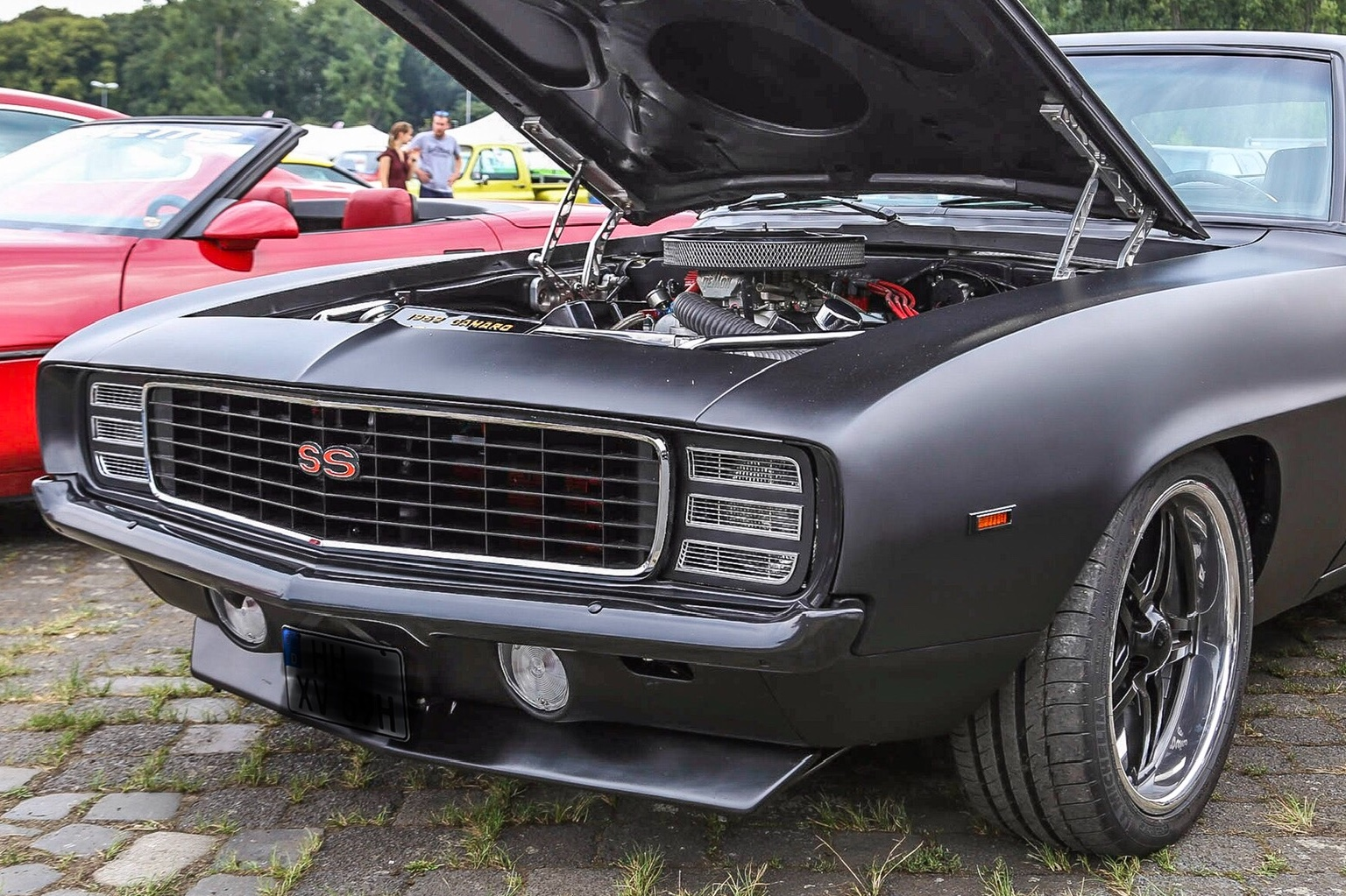
1969 Chevrolet Camaro RS, Front individualisiert

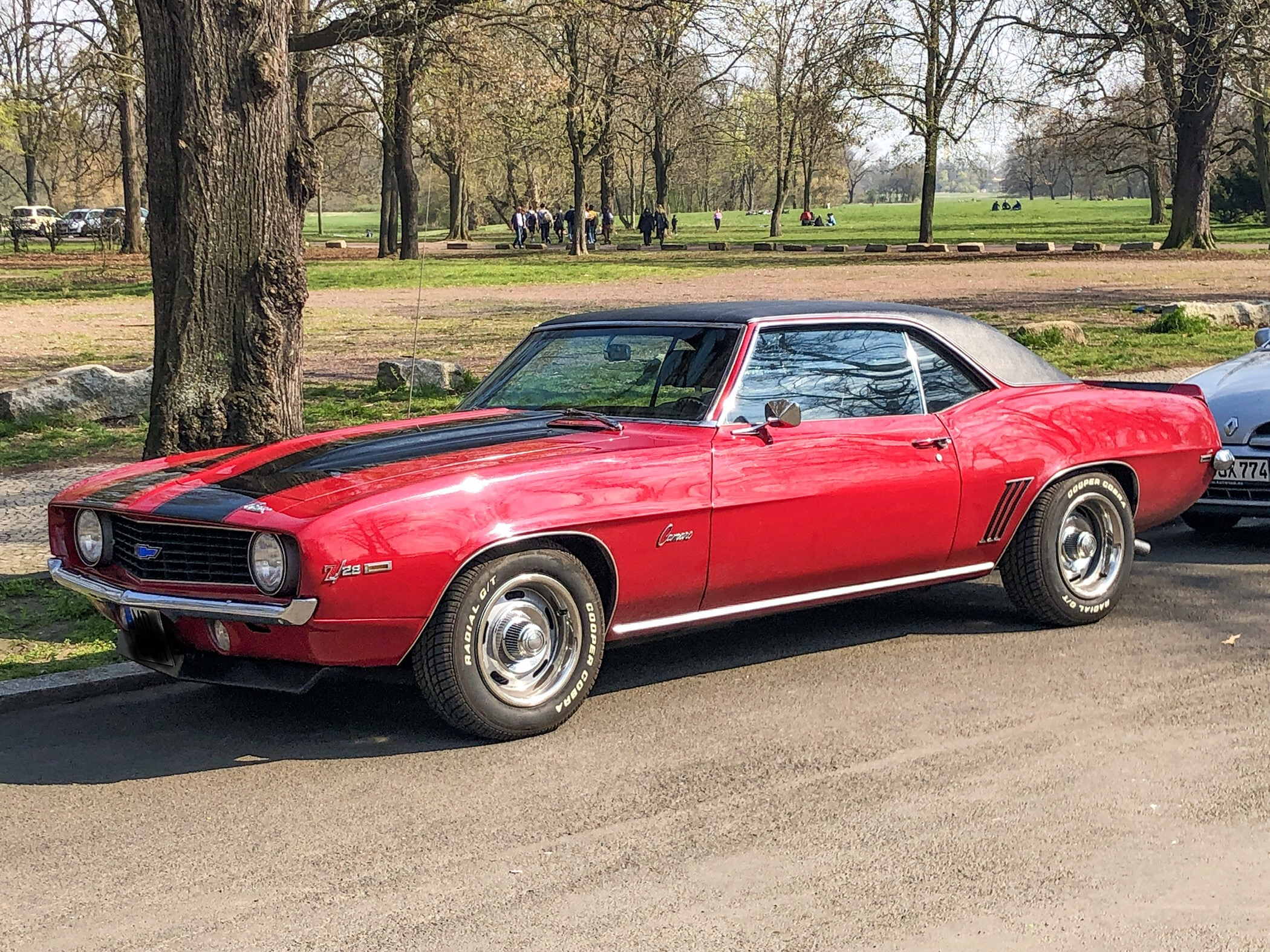
1969 Chevrolet Camaro Coupé Seite mit hoher Cowl-Induction-Motorhaube
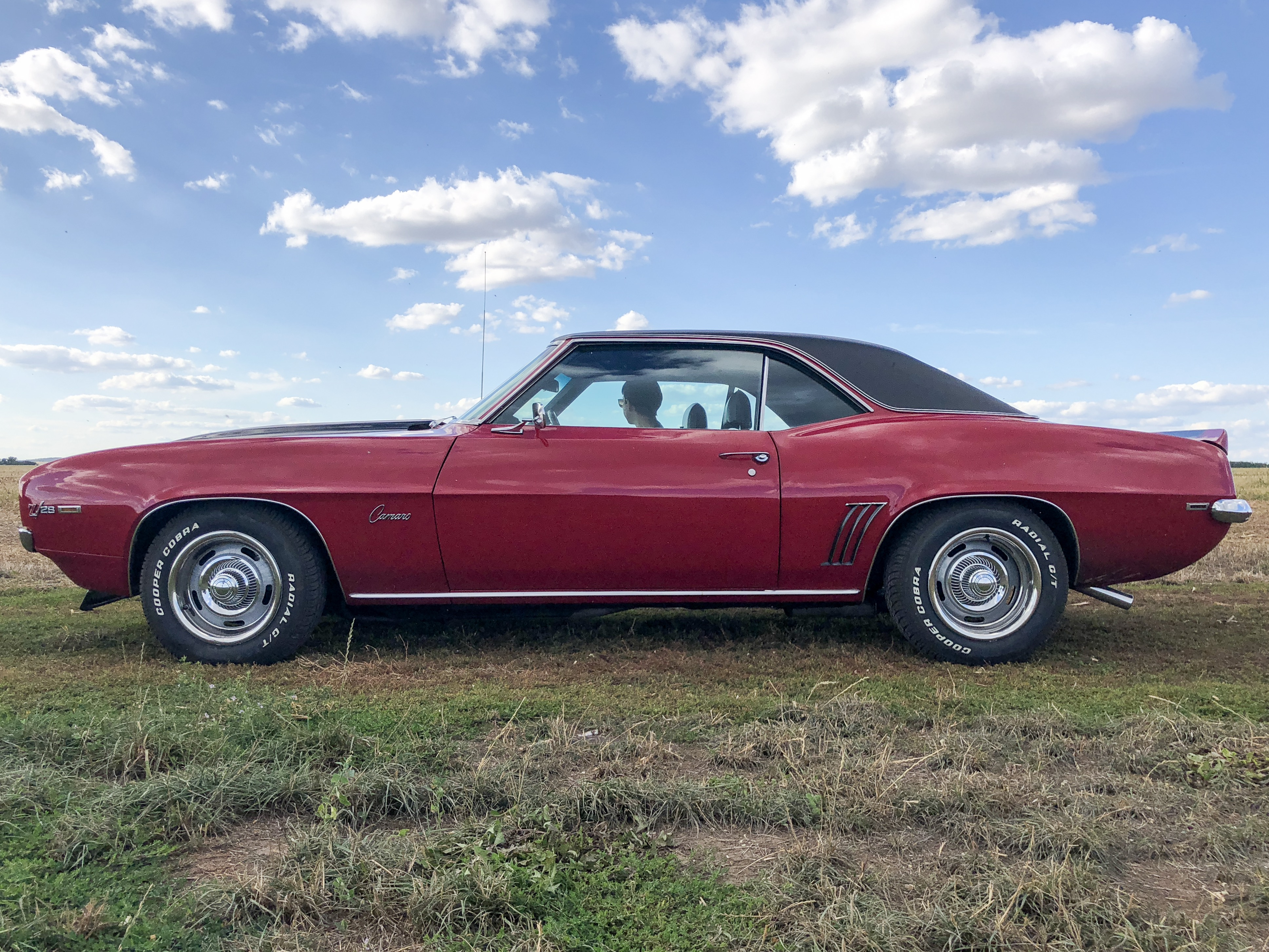
1969 Chevrolet Camaro Coupé Seite
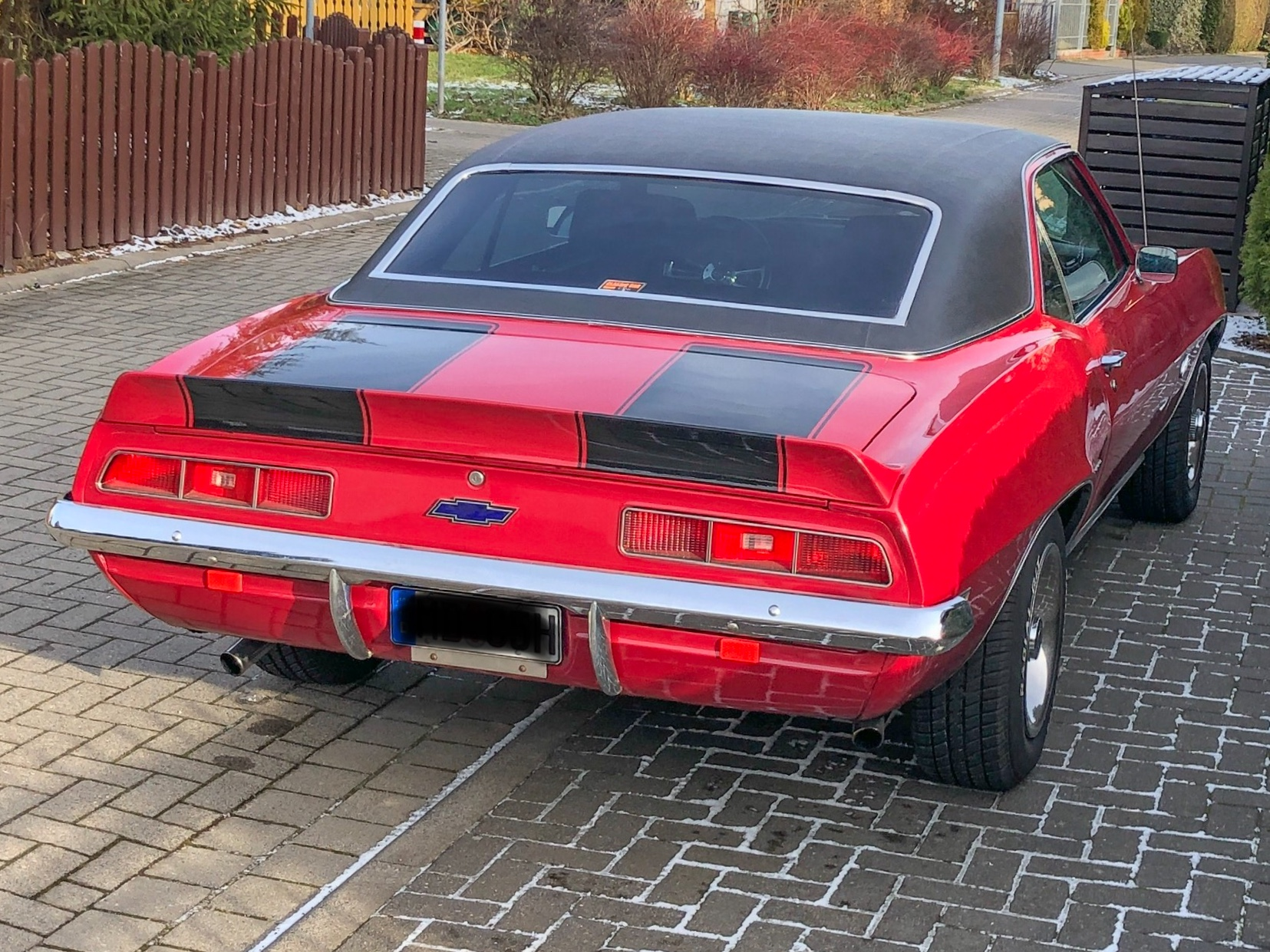
1969 Chevrolet Camaro Coupé Heck mit optionalem Heckspoiler und Mini-Bumper

### Farben der Innenausstattung
| Übersicht des Interiors für das Modelljahr 1969 | Übersicht des Interiors für das Modelljahr 1969 | Übersicht des Interiors für das Modelljahr 1969 |
| Farbe (dt/en)                                   | TrimTag sowie Bestellcode                       | TrimTag sowie Bestellcode                       |
| Farbe (dt/en)                                   | Standard Einzelsitze vorn                       | Custom bzw. Deluxe Einzelsitze vorn             |
| ----------------------------------------------- | ----------------------------------------------- | ----------------------------------------------- |
| Schwarz/Black                                   | 711                                             | 712                                             |
| Dunkelblau/Dark Blue                            | 715                                             | 716                                             |
| Mittel Rot/Medium Red                           | 718                                             | 719                                             |
| Mittel Grün/Medium Green                        | 721                                             | 722                                             |
| Mitternachtsgrün/Midnight Green                 | 723                                             | 725                                             |
| Elfenbein-Schwarz/Ivory-Black                   | 727                                             |                                                 |
| Schwarz Hahnentritt/Black Houndstooth           |                                                 | 713                                             |
| Elfenbein Hahnentritt/Ivory Houndstooth         | 729                                             |                                                 |
| Orange Hahnentritt/Orange Houndstooth           | 720                                             |                                                 |
| Gelb Hahnentritt/Yellow Houndstooth             | 714                                             |                                                 |

Ab 1969 war grundsätzlich die vordere Sitzbank nicht mehr verfügbar, außerdem war es möglich, stoffbezogene Sitze mit dem „Houndstooth“ betitelten Muster mit weiteren Farbkombinationen zu bestellen.

#### SS-Option
Die Option für die Bestellung des SS erhielt den Bestellcode RPO Z27. Der 5,7-Liter-Motor (350 in3) hatte 300 brutto SAE-HP (ca. 224 kW). Auch die Big-Blocks waren weiterhin verfügbar. Eine Steigerung war jedoch noch mit den COPO-Varianten möglich.

#### RS-Option

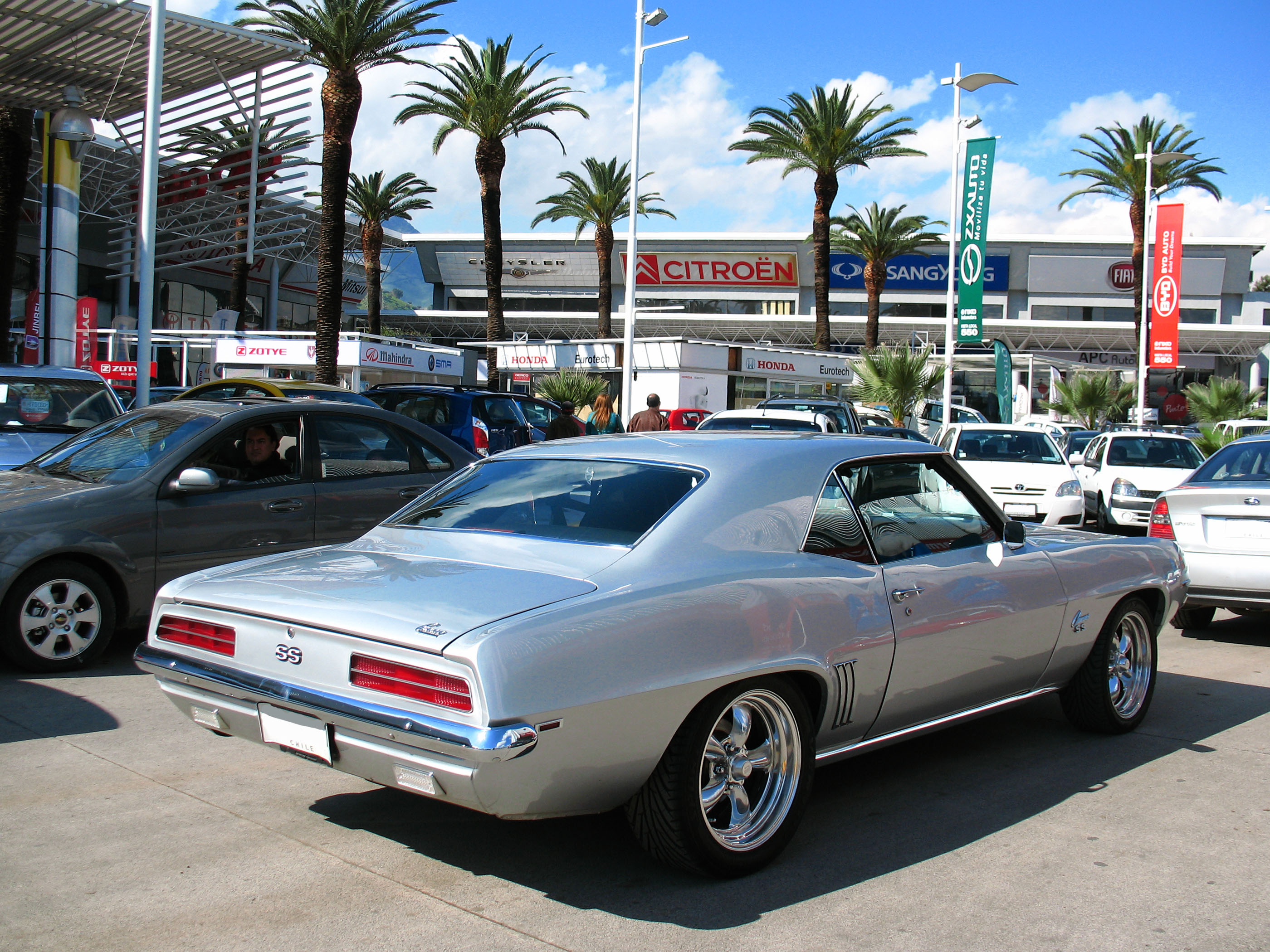
1969 Chevrolet Camaro RS Heck

Die RS-Front wurde ebenfalls komplett überarbeitet und neugestaltet. Die Scheinwerferklappen bekamen drei transparente Streifen und sind, wie auch der Rand des Grills, in Wagenfarbe lackiert. Der eigentliche Grill erhielt eine ovale Form und war Schwarz gehalten. Durch diesen Design verlor der Grill jedoch die extreme V-Form und wurde grundsätzlich flacher. Die Rückleuchten der RS-Modelle erhielten eine waagerechte Chromstrebe, die o. g. Basis zwei senkrechte Streben. Beim RS sitzen die Rückfahrscheinwerfer in der Heckschürze.

#### Z/28
Für den Z/28 des Modelljahres 1969 gab es keine tiefgreifenden Änderungen. Dem 1969 wurde ein neuer Schalthebel von Hurst Performance spendiert. Der Motor wurde unverändert beibehalten, die Ausstattung nicht geändert. Wie weiter oben beschrieben, konnte die Cowl-Induction Haube bestellt werden. Es wurden 20.302 Fahrzeuge ausgeliefert.
Auf den Straßen sind deutlich mehr Z/28 zu zählen, als jemals gebaut wurden. Die Basismodelle werden sehr gern mit den Emblemen des Z/28 wie auch der SS-Varianten versehen und als sogenannte „Clone“ oder „Tributecars“ bewegt. Heute zählt der Z/28 zu den begehrtesten und gesuchtesten Fahrzeugen, gute Modelle werden auf einschlägigen Portalen und bei Auktionen um die 80.000 EUR (Stand 2020) gehandelt.

#### Preise
Der Listenpreis bezieht sich auf die jeweils kleinste Motorisierung ohne weitere Optionen. In der dritten Spalte die gerundeten Preise nach Bereinigung der Inflation (mit Stand 2025) und Umrechnung zum aktuellen Wechselkurs von USD in EURO.
| Typ                                               | Preis 1969 | Preis 2025 |
| ------------------------------------------------- | ---------- | ---------- |
| Coupé R6                                          | USD 2.638  | EUR 19.700 |
| Cabriolet R6                                      | USD 2.852  | EUR 21.300 |
| Coupé V8                                          | USD 2.727  | EUR 20.400 |
| Cabriolet V8                                      | USD 2.941  | EUR 22.000 |
|                                                   |            |            |
| Wichtigsten Optionen:                             |            |            |
| Z22 = Rally Sport Paket                           | USD 125    | EUR 900    |
| Z27 = Super Sport Paket mit L48 5,7 Liter         | USD 281    | EUR 2.100  |
| Z28 = Special Performance Paket mit Z28 4,9 Liter | USD 435    | EUR 3.300  |

### COPO Camaro und ZL-1
Die große Neuigkeit für 1969 war die Verfügbarkeit eines 7-Liter-V8-Motors mit 425 brutto SAE-HP (ca. 317 kW). Der COPO Camaro wurde in begrenzter Stückzahl unter Verwendung der speziellen Central Office Production Orders No. 9561 und No. 9560 hergestellt.
Der COPO 9561 ist ein einfaches Camaro-Sportcoupé, in das vom Händler ein 427 Kubikzoll-Gussblock gebaut wurde. Chevrolet lieferte die Autos mit dem Motor in einer Holzkiste, komplettiert wurden sie erst von den Händlern. Es wurde 1015 COPO 9561 von GM hergestellt und an Händler geliefert, darunter 201 an Yenko Chevrolet, die die ersten Autos umbauten. Eines der bekanntesten war der so entstandene Yenko Camaro 427. Die von Gibb Chevrolet bestellten COPO 9560er wurden ebenfalls über dieses spezielle Bestellsystem beschafft.
Die COPO Camaros wurden mit einem exotischen Aluminium-Block ebenfalls als 427-Motor mit 425 Pferdestärken gebaut. Die Leistung wurde im Zulassungsschein mit 430 brutto SAE-HP (ca. 321 kW) angegeben. Einige – speziell für den Renneinsatz konzipierte – Motoren erreichten sogar bis zu 580 brutto SAE-HP (ca. 433 kW). Es dürfte sich damit um den leistungsstärksten Motor handeln, der von Chevrolet im Handel angeboten wurde. Das erste Paar in Dusk Blue verließ das Werk Norwood am 30. Dezember 1968 und wurde dem Händler Fred Gibb in La Harpe, Illinois geliefert.
In den Schatten gestellt wurden diese modifizierten Camaros durch den ZL-1 von Chevrolet, speziell entworfen zur Teilnahme an „NHRA Super Stock“-Rennen. Grundlage war ein SS mit 6,5-Liter-V8-Motor und 375 brutto SAE-HP (ca. 280 kW), der mit Sportfahrwerk, Scheibenbremsen vorn und einem verstärkten 4-Gang-Getriebe ausgestattet wurde.
Erreicht wurden solche hohen Werte durch Maßnahmen wie die Kompressionssteigerung (von damals üblichen 8,5 : 1–10,5 : 1) auf 12,5 : 1. Diese Leistung hatte ihren Preis: der ZL-1 kostete für die damalige Zeit hohe 7269 US-Dollar (Preis heute etwa 54.300 EUR) und damit mehr als doppelt so viel wie der zugrundeliegende SS-Camaro; allein der Motor kostete 4160 US-Dollar (heute etwa 31.100 EUR). Durch den hohen Preis waren die Autos schwer absetzbar und der Verkauf dauerte bis Anfang der Siebziger. Für die Rennen war eine Mindestproduktion von 50 Autos vorgeschrieben, Chevrolet produzierte 69 Einheiten, 47 mit einer manuellen 4-Gang-Schaltung, die restlichen 22 mit einer Turbo-Hydromatic-400-Automatik (im Drag-Racing durfte man nur mit Automatik antreten). Aufgrund seiner Besonderheiten und der geringen Stückzahl hat der ZL-1 heute einen hohen Sammlerwert. Fahrzeuge erzielten bei Auktionen Preise von 300.000 bis 500.000 US-Dollar. Am 11. Januar 2018 wurden bei der Mecum Auktion in Kissimmee/Florida zwei originale und restaurierte ZL-1 als Paar, bestehend aus der Nr. 30 in Hugger Orange und der Nr. 18 in Dusk Blue, verkauft. Die Auktion (LOT T150) schloss mit einem Komplettpreis von 1.210.000 US-Dollar.
Abgesehen von den 201 Yenko-Aufträgen und 69 ZL-1, die veröffentlicht wurden, produzierte Chevrolet bis 2011 keine weiteren COPO-Camaro.

### Nachfolger
Der gewachsene Camaro der zweiten Generation erschien im Februar 1970 als sogenanntes Modelljahr 1970½, später als die übliche Einführung im Herbst. Die Verzögerungen beim Produktionsstart der 2. Generation waren auf Probleme bei der Fertigung zurückzuführen. Die Konstruktion der Presswerkzeuge für die hinteren Seitenwände verzögerte sich, da es Fisher Body, als Hersteller der Fahrzeuge, nicht gelang, diese Formteile ohne Risse und Falten zu fertigen. Da die Neukonstruktion und Herstellung der Werkzeuge vier bis fünf Monate dauerte, verzögerte sich der Start. Aufgrund der späten Einführung des Folgemodels erreichte das 1969 Modelljahr die höchste Verkaufszahl der ersten Generation.

## Technische Daten
| Chevrolet Camaro                                    | 230 | 250 | 302 | 307 | 327 | 327 | 350 | 350 | 350 | 350 | 396 | 396 | 396 | 396 | 427 | 427 |
| --------------------------------------------------- | --- | --- | --- | --- | --- | --- | --- | --- | --- | --- | --- | --- | --- | --- | --- | --- |
| Bauzeitraum                                         | 1967–69 | 1967–69 | 1967–69 | ab 01/1969 | bis 12/1968 | bis 12/1968 | bis 12/1968 | ab 01/1969 | bis 12/1968 | ab 01/1969 | 1967–69 | ab 1968 | 1967–69 | ab 1968 | nur 1969 | nur 1969 |
| Bestellcode                                         | L26 | L22 | Z28 | L14 | LF7 | L30 | LM1 | L65 | L48 | L48 | L35 | L34 | L78 | L78/L89 | L72 | ZL1 |
| Motorname                                           | Turbo-Thrift | Turbo-Thrift | Turbo-Fire (Small Block Chevrolet) | Turbo-Fire (Small Block Chevrolet) | Turbo-Fire (Small Block Chevrolet) | Turbo-Fire (Small Block Chevrolet) | Turbo-Fire (Small Block Chevrolet) | Turbo-Fire (Small Block Chevrolet) | Turbo-Fire (Small Block Chevrolet) | Turbo-Fire (Small Block Chevrolet) | Turbo-Jet (Big Block Chevrolet) | Turbo-Jet (Big Block Chevrolet) | Turbo-Jet (Big Block Chevrolet) | Turbo-Jet (Big Block Chevrolet) | Turbo-Jet (Big Block Chevrolet) | Turbo-Jet (Big Block Chevrolet) |
| Motorart                                            | Ottomotor | Ottomotor | Ottomotor | Ottomotor | Ottomotor | Ottomotor | Ottomotor | Ottomotor | Ottomotor | Ottomotor | Ottomotor | Ottomotor | Ottomotor | Ottomotor | Ottomotor | Ottomotor |
| Motorarbeitsverfahren                               | Viertakt | Viertakt | Viertakt | Viertakt | Viertakt | Viertakt | Viertakt | Viertakt | Viertakt | Viertakt | Viertakt | Viertakt | Viertakt | Viertakt | Viertakt | Viertakt |
| Motorbauart                                         | 6-Zylinder-Reihenmotor, längseingebaut | 6-Zylinder-Reihenmotor, längseingebaut | 8-Zylinder-V-Motor, längseingebaut | 8-Zylinder-V-Motor, längseingebaut | 8-Zylinder-V-Motor, längseingebaut | 8-Zylinder-V-Motor, längseingebaut | 8-Zylinder-V-Motor, längseingebaut | 8-Zylinder-V-Motor, längseingebaut | 8-Zylinder-V-Motor, längseingebaut | 8-Zylinder-V-Motor, längseingebaut | 8-Zylinder-V-Motor, längseingebaut | 8-Zylinder-V-Motor, längseingebaut | 8-Zylinder-V-Motor, längseingebaut | 8-Zylinder-V-Motor, längseingebaut | 8-Zylinder-V-Motor, längseingebaut | 8-Zylinder-V-Motor, längseingebaut |
| Bankwinkel                                          | – | – | 90° | 90° | 90° | 90° | 90° | 90° | 90° | 90° | 90° | 90° | 90° | 90° | 90° | 90° |
| Motorblock                                          | Graugussmotorblock | Graugussmotorblock | Graugussmotorblock | Graugussmotorblock | Graugussmotorblock | Graugussmotorblock | Graugussmotorblock | Graugussmotorblock | Graugussmotorblock | Graugussmotorblock | Graugussmotorblock | Graugussmotorblock | Graugussmotorblock | Graugussmotorblock | Graugussmotorblock | Aluminiummotorblock |
| Zylinderkopf                                        | Graugusszylinderköpfe, 2 Ventile pro Zylinder | Graugusszylinderköpfe, 2 Ventile pro Zylinder | Graugusszylinderköpfe, 2 Ventile pro Zylinder | Graugusszylinderköpfe, 2 Ventile pro Zylinder | Graugusszylinderköpfe, 2 Ventile pro Zylinder | Graugusszylinderköpfe, 2 Ventile pro Zylinder | Graugusszylinderköpfe, 2 Ventile pro Zylinder | Graugusszylinderköpfe, 2 Ventile pro Zylinder | Graugusszylinderköpfe, 2 Ventile pro Zylinder | Graugusszylinderköpfe, 2 Ventile pro Zylinder | Graugusszylinderköpfe, 2 Ventile pro Zylinder | Graugusszylinderköpfe, 2 Ventile pro Zylinder | Graugusszylinderköpfe, 2 Ventile pro Zylinder | Aluminiumzylinderköpfe, 2 Ventile pro Zylinder | Aluminiumzylinderköpfe, 2 Ventile pro Zylinder | Aluminiumzylinderköpfe, 2 Ventile pro Zylinder |
| Ventilsteuerung                                     | OHV, zwei hängende Ventile mit seitlicher Nockenwelle | OHV, zwei hängende Ventile mit seitlicher Nockenwelle | OHV, zwei hängende Ventile mit zentraler Nockenwelle | OHV, zwei hängende Ventile mit zentraler Nockenwelle | OHV, zwei hängende Ventile mit zentraler Nockenwelle | OHV, zwei hängende Ventile mit zentraler Nockenwelle | OHV, zwei hängende Ventile mit zentraler Nockenwelle | OHV, zwei hängende Ventile mit zentraler Nockenwelle | OHV, zwei hängende Ventile mit zentraler Nockenwelle | OHV, zwei hängende Ventile mit zentraler Nockenwelle | OHV, zwei hängende Ventile mit zentraler Nockenwelle | OHV, zwei hängende Ventile mit zentraler Nockenwelle | OHV, zwei hängende Ventile mit zentraler Nockenwelle | OHV, zwei hängende Ventile mit zentraler Nockenwelle | OHV, zwei hängende Ventile mit zentraler Nockenwelle | OHV, zwei hängende Ventile mit zentraler Nockenwelle |
| Nockenwellenantrieb                                 | Zahnräder | Zahnräder | Kette | Kette | Kette | Kette | Kette | Kette | Kette | Kette | Kette | Kette | Kette | Kette | Kette | Kette |
| Hubraum                                             | 3769 cm3 (230 in3) | 4093 cm3 (250 in3) | 4942 cm3 (302 in3) | 5031 cm3 (307 in3) | 5354 cm3 (327 in3) | 5354 cm3 (327 in3) | 5733 cm3 (350 in3) | 5733 cm3 (350 in3) | 5733 cm3 (350 in3) | 5733 cm3 (350 in3) | 6489 cm3 (396 in3) | 6489 cm3 (396 in3) | 6489 cm3 (396 in3) | 6489 cm3 (396 in3) | 6997 cm3 (427 in3) | 6997 cm3 (427 in3) |
| Bohrung × Hub                                       | 98,4 mm × 82,6 mm (3,875 in × 3,25 in) | 98,4 mm × 89,7 mm (3,875 in × 3,531 in) | 101,6 mm × 76,2 mm (4 in × 3 in) | 98,4 mm × 82,6 mm (3,875 in × 3,25 in) | 101,6 mm × 82,6 mm (4 in × 3,25 in) | 101,6 mm × 82,6 mm (4 in × 3,25 in) | 101,6 mm × 88,4 mm (4 in × 3,48 in) | 101,6 mm × 88,4 mm (4 in × 3,48 in) | 101,6 mm × 88,4 mm (4 in × 3,48 in) | 101,6 mm × 88,4 mm (4 in × 3,48 in) | 104 mm × 95,5 mm (4,094 in × 3,76 in) | 104 mm × 95,5 mm (4,094 in × 3,76 in) | 104 mm × 95,5 mm (4,094 in × 3,76 in) | 104 mm × 95,5 mm (4,094 in × 3,76 in) | 108 mm × 95,5 mm (4,25 in × 3,76 in) | 108 mm × 95,5 mm (4,25 in × 3,76 in) |
| Nennleistung bei min−1 (nach SAE J245 und J1995)    | 104 kW (140 hp) bei 4400 | 114 kW (155 hp) bei 4200 | 216 kW (290 hp) bei 5800 | 149 kW (200 hp) bei 4600 | 157 kW (210 hp) bei 4600 | 205 kW (275 hp) bei 4800 | 190 kW (255 hp) bei 4800 | 186 kW (250 hp) bei 4800 | 220 kW (295 hp) bei 4800 | 224 kW (300 hp) bei 4800 | 242 kW (325 hp) bei 4800 | 261 kW (350 hp) bei 5200 | 280 kW (375 hp) bei 5600 | 280 kW (375 hp) bei 5600 | 317 kW (425 hp) bei 5600 | 321 kW (430 hp) bei 5200 |
| max. Drehmoment bei min−1 (nach SAE J245 und J1995) | 298 Nm (220 lbf·ft) bei 1600 | 319 Nm (235 lbf·ft) bei 1600 | 393 Nm (290 lbf·ft) bei 4200 | 407 Nm (300 lbf·ft) bei 2400 | 434 Nm (320 lbf·ft) bei 2400 | 481 Nm (355 lbf·ft) bei 3200 | 495 Nm (365 lbf·ft) bei 3200 | 468 Nm (345 lbf·ft) bei 2800 | 515 Nm (380 lbf·ft) bei 3200 | 515 Nm (380 lbf·ft) bei 3200 | 556 Nm (410 lbf·ft) bei 3200 | 563 Nm (415 lbf·ft) bei 3400 | 563 Nm (415 lbf·ft) bei 3600 | 563 Nm (415 lbf·ft) bei 3600 | 624 Nm (460 lbf·ft) bei 4000 | 610 Nm (450 lbf·ft) bei 4400 |
| Verdichtung                                         | 8,5 : 1 | 8,5 : 1 | 11,0 : 1 | 9,0 : 1 | 8,75 : 1 | 10,0 : 1 | 9,0 : 1 | 9,0 : 1 | 10,25 : 1 | 9,0 : 1 | 10,25 : 1 | 10,25 : 1 | 11,0 : 1 | 11,0 : 1 | 12,0 : 1 | 12,5 : 1 |
| Gemischaufbereitung                                 | ein Fallstrom- Einfachvergaser | ein Fallstrom- Einfachvergaser | ein Fallstrom-Doppel-Registervergaser | ein Fallstrom-Doppelvergaser | ein Fallstrom-Doppelvergaser | ein Fallstrom- Doppel-Registervergaser | ein Fallstrom- Doppel-Registervergaser | ein Fallstrom- Doppel-Registervergaser | ein Fallstrom-Doppelvergaser | ein Fallstrom- Doppel-Registervergaser | ein Fallstrom- Doppel-Registervergaser | ein Fallstrom- Doppel-Registervergaser | ein Fallstrom- Doppel-Registervergaser | ein Fallstrom- Doppel-Registervergaser | ein Fallstrom- Doppel-Registervergaser | ein Fallstrom- Doppel-Registervergaser |
| Kühlung                                             | Wasserkühlung, mit an der Wasserpumpe montiertem Lüfter, starr oder motorabhängig über Visco-Kupplung | Wasserkühlung, mit an der Wasserpumpe montiertem Lüfter, starr oder motorabhängig über Visco-Kupplung | Wasserkühlung, mit an der Wasserpumpe montiertem Lüfter, starr oder motorabhängig über Visco-Kupplung | Wasserkühlung, mit an der Wasserpumpe montiertem Lüfter, starr oder motorabhängig über Visco-Kupplung | Wasserkühlung, mit an der Wasserpumpe montiertem Lüfter, starr oder motorabhängig über Visco-Kupplung | Wasserkühlung, mit an der Wasserpumpe montiertem Lüfter, starr oder motorabhängig über Visco-Kupplung | Wasserkühlung, mit an der Wasserpumpe montiertem Lüfter, starr oder motorabhängig über Visco-Kupplung | Wasserkühlung, mit an der Wasserpumpe montiertem Lüfter, starr oder motorabhängig über Visco-Kupplung | Wasserkühlung, mit an der Wasserpumpe montiertem Lüfter, starr oder motorabhängig über Visco-Kupplung | Wasserkühlung, mit an der Wasserpumpe montiertem Lüfter, starr oder motorabhängig über Visco-Kupplung | Wasserkühlung, mit an der Wasserpumpe montiertem Lüfter, starr oder motorabhängig über Visco-Kupplung | Wasserkühlung, mit an der Wasserpumpe montiertem Lüfter, starr oder motorabhängig über Visco-Kupplung | Wasserkühlung, mit an der Wasserpumpe montiertem Lüfter, starr oder motorabhängig über Visco-Kupplung | Wasserkühlung, mit an der Wasserpumpe montiertem Lüfter, starr oder motorabhängig über Visco-Kupplung | Wasserkühlung, mit an der Wasserpumpe montiertem Lüfter, starr oder motorabhängig über Visco-Kupplung | Wasserkühlung, mit an der Wasserpumpe montiertem Lüfter, starr oder motorabhängig über Visco-Kupplung |
| Getriebe, serienmäßig                               | manuelles 3- oder 4-Gang-Getriebe | manuelles 3- oder 4-Gang-Getriebe | manuelles 4-Gang-Getriebe | manuelles 3- oder 4-Gang-Getriebe | manuelles 3- oder 4-Gang-Getriebe | manuelles 3- oder 4-Gang-Getriebe | manuelles 3- oder 4-Gang-Getriebe | manuelles 3- oder 4-Gang-Getriebe | manuelles 3- oder 4-Gang-Getriebe | manuelles 3- oder 4-Gang-Getriebe | manuelles 3- oder 4-Gang-Getriebe | manuelles 3- oder 4-Gang-Getriebe | manuelles 3- oder 4-Gang-Getriebe | manuelles 3- oder 4-Gang-Getriebe | manuelles 3- oder 4-Gang-Getriebe | manuelles 3- oder 4-Gang-Getriebe |
| Schaltung                                           | Lenkrad- oder Mittelschaltung | Lenkrad- oder Mittelschaltung | Mittelschaltung | Lenkrad- oder Mittelschaltung | Lenkrad- oder Mittelschaltung | Lenkrad- oder Mittelschaltung | Lenkrad- oder Mittelschaltung | Lenkrad- oder Mittelschaltung | Lenkrad- oder Mittelschaltung | Lenkrad- oder Mittelschaltung | Lenkrad- oder Mittelschaltung | Lenkrad- oder Mittelschaltung | Lenkrad- oder Mittelschaltung | Lenkrad- oder Mittelschaltung | Lenkrad- oder Mittelschaltung | Lenkrad- oder Mittelschaltung |
| Getriebe, optional                                  | Powerglide-Zweistufenautomatik (1967/68), Turbo-Hydramatic TH400 als Vierstufenautomatik, TH350 Dreistufenautomatik (ab 1969) als Ersatz für Powerglide (Z/28 keine Option) | Powerglide-Zweistufenautomatik (1967/68), Turbo-Hydramatic TH400 als Vierstufenautomatik, TH350 Dreistufenautomatik (ab 1969) als Ersatz für Powerglide (Z/28 keine Option) | Powerglide-Zweistufenautomatik (1967/68), Turbo-Hydramatic TH400 als Vierstufenautomatik, TH350 Dreistufenautomatik (ab 1969) als Ersatz für Powerglide (Z/28 keine Option) | Powerglide-Zweistufenautomatik (1967/68), Turbo-Hydramatic TH400 als Vierstufenautomatik, TH350 Dreistufenautomatik (ab 1969) als Ersatz für Powerglide (Z/28 keine Option) | Powerglide-Zweistufenautomatik (1967/68), Turbo-Hydramatic TH400 als Vierstufenautomatik, TH350 Dreistufenautomatik (ab 1969) als Ersatz für Powerglide (Z/28 keine Option) | Powerglide-Zweistufenautomatik (1967/68), Turbo-Hydramatic TH400 als Vierstufenautomatik, TH350 Dreistufenautomatik (ab 1969) als Ersatz für Powerglide (Z/28 keine Option) | Powerglide-Zweistufenautomatik (1967/68), Turbo-Hydramatic TH400 als Vierstufenautomatik, TH350 Dreistufenautomatik (ab 1969) als Ersatz für Powerglide (Z/28 keine Option) | Powerglide-Zweistufenautomatik (1967/68), Turbo-Hydramatic TH400 als Vierstufenautomatik, TH350 Dreistufenautomatik (ab 1969) als Ersatz für Powerglide (Z/28 keine Option) | Powerglide-Zweistufenautomatik (1967/68), Turbo-Hydramatic TH400 als Vierstufenautomatik, TH350 Dreistufenautomatik (ab 1969) als Ersatz für Powerglide (Z/28 keine Option) | Powerglide-Zweistufenautomatik (1967/68), Turbo-Hydramatic TH400 als Vierstufenautomatik, TH350 Dreistufenautomatik (ab 1969) als Ersatz für Powerglide (Z/28 keine Option) | Powerglide-Zweistufenautomatik (1967/68), Turbo-Hydramatic TH400 als Vierstufenautomatik, TH350 Dreistufenautomatik (ab 1969) als Ersatz für Powerglide (Z/28 keine Option) | Powerglide-Zweistufenautomatik (1967/68), Turbo-Hydramatic TH400 als Vierstufenautomatik, TH350 Dreistufenautomatik (ab 1969) als Ersatz für Powerglide (Z/28 keine Option) | Powerglide-Zweistufenautomatik (1967/68), Turbo-Hydramatic TH400 als Vierstufenautomatik, TH350 Dreistufenautomatik (ab 1969) als Ersatz für Powerglide (Z/28 keine Option) | Powerglide-Zweistufenautomatik (1967/68), Turbo-Hydramatic TH400 als Vierstufenautomatik, TH350 Dreistufenautomatik (ab 1969) als Ersatz für Powerglide (Z/28 keine Option) | Powerglide-Zweistufenautomatik (1967/68), Turbo-Hydramatic TH400 als Vierstufenautomatik, TH350 Dreistufenautomatik (ab 1969) als Ersatz für Powerglide (Z/28 keine Option) | Powerglide-Zweistufenautomatik (1967/68), Turbo-Hydramatic TH400 als Vierstufenautomatik, TH350 Dreistufenautomatik (ab 1969) als Ersatz für Powerglide (Z/28 keine Option) |
| Antriebsart                                         | Hinterradantrieb | Hinterradantrieb | Hinterradantrieb | Hinterradantrieb | Hinterradantrieb | Hinterradantrieb | Hinterradantrieb | Hinterradantrieb | Hinterradantrieb | Hinterradantrieb | Hinterradantrieb | Hinterradantrieb | Hinterradantrieb | Hinterradantrieb | Hinterradantrieb | Hinterradantrieb |
| Radaufhängung vorn                                  | ungleich lange Dreieckslenker | ungleich lange Dreieckslenker | ungleich lange Dreieckslenker | ungleich lange Dreieckslenker | ungleich lange Dreieckslenker | ungleich lange Dreieckslenker | ungleich lange Dreieckslenker | ungleich lange Dreieckslenker | ungleich lange Dreieckslenker | ungleich lange Dreieckslenker | ungleich lange Dreieckslenker | ungleich lange Dreieckslenker | ungleich lange Dreieckslenker | ungleich lange Dreieckslenker | ungleich lange Dreieckslenker | ungleich lange Dreieckslenker |
| Federung vorn                                       | Schraubenfedern mit zentralen Stoßdämpfern | Schraubenfedern mit zentralen Stoßdämpfern | Schraubenfedern mit zentralen Stoßdämpfern | Schraubenfedern mit zentralen Stoßdämpfern | Schraubenfedern mit zentralen Stoßdämpfern | Schraubenfedern mit zentralen Stoßdämpfern | Schraubenfedern mit zentralen Stoßdämpfern | Schraubenfedern mit zentralen Stoßdämpfern | Schraubenfedern mit zentralen Stoßdämpfern | Schraubenfedern mit zentralen Stoßdämpfern | Schraubenfedern mit zentralen Stoßdämpfern | Schraubenfedern mit zentralen Stoßdämpfern | Schraubenfedern mit zentralen Stoßdämpfern | Schraubenfedern mit zentralen Stoßdämpfern | Schraubenfedern mit zentralen Stoßdämpfern | Schraubenfedern mit zentralen Stoßdämpfern |
| Radaufhängung hinten                                | Starrachse | Starrachse | Starrachse | Starrachse | Starrachse | Starrachse | Starrachse | Starrachse | Starrachse | Starrachse | Starrachse | Starrachse | Starrachse | Starrachse | Starrachse | Starrachse |
| Federung hinten                                     | halbelliptische einfache Blattfedern | halbelliptische einfache Blattfedern | halbelliptische 4-fache Blattfedern | halbelliptische einfache Blattfedern | halbelliptische einfache, 4- oder 5-fache Blattfedern | halbelliptische einfache, 4- oder 5-fache Blattfedern | halbelliptische einfache, 4- oder 5-fache Blattfedern | halbelliptische einfache, 4- oder 5-fache Blattfedern | halbelliptische einfache, 4- oder 5-fache Blattfedern | halbelliptische einfache, 4- oder 5-fache Blattfedern | halbelliptische 4-fache Blattfedern | halbelliptische 4-fache Blattfedern | halbelliptische 4-fache Blattfedern | halbelliptische 4-fache Blattfedern | halbelliptische 4-fache Blattfedern | halbelliptische 4-fache Blattfedern |
| Bereifung                                           | 5J×14 | 5J×14 | 6J×15 ab 1969 7J×15 | 5J×14 od. 6J×14 | 5J×14 od. 6J×14 | 5J×14 od. 6J×14 | 6J×14 | 6J×14 | 6J×14 | 6J×14 | 7J×14 | 7J×14 | 7J×14 | 7J×14 | 7J×15 | 7J×15 |
| Bremsanlage, serienmäßig                            | Zweikreisbremsanlage mit Trommelbremsen vorn, hinten | Zweikreisbremsanlage mit Trommelbremsen vorn, hinten | Zweikreisbremsanlage mit Scheibenbremsen vorn, Trommelbremsen hinten | Zweikreisbremsanlage mit Trommelbremsen vorn, hinten | Zweikreisbremsanlage mit Trommelbremsen vorn, hinten | Zweikreisbremsanlage mit Trommelbremsen vorn, hinten | Zweikreisbremsanlage mit Trommelbremsen vorn, hinten | Zweikreisbremsanlage mit Trommelbremsen vorn, hinten | Zweikreisbremsanlage mit Trommelbremsen vorn, hinten | Zweikreisbremsanlage mit Trommelbremsen vorn, hinten | Zweikreisbremsanlage mit Scheibenbremsen vorn, Trommelbremsen hinten | Zweikreisbremsanlage mit Scheibenbremsen vorn, Trommelbremsen hinten | Zweikreisbremsanlage mit Scheibenbremsen vorn, Trommelbremsen hinten | Zweikreisbremsanlage mit Scheibenbremsen vorn, Trommelbremsen hinten | Zweikreisbremsanlage mit Scheibenbremsen vorn, Trommelbremsen hinten | Zweikreisbremsanlage mit Scheibenbremsen vorn, Trommelbremsen hinten |
| Bremsenanlage, optional                             | Zweikreisbremsanlage mit Bremskraftverstärker, vordere Scheibenbremsen mit Durchmesser 27,9 cm | Zweikreisbremsanlage mit Bremskraftverstärker, vordere Scheibenbremsen mit Durchmesser 27,9 cm | Zweikreisbremsanlage mit Bremskraftverstärker, vordere Scheibenbremsen mit Durchmesser 27,9 cm | Zweikreisbremsanlage mit Bremskraftverstärker, vordere Scheibenbremsen mit Durchmesser 27,9 cm | Zweikreisbremsanlage mit Bremskraftverstärker, vordere Scheibenbremsen mit Durchmesser 27,9 cm | Zweikreisbremsanlage mit Bremskraftverstärker, vordere Scheibenbremsen mit Durchmesser 27,9 cm | Zweikreisbremsanlage mit Bremskraftverstärker, vordere Scheibenbremsen mit Durchmesser 27,9 cm | Zweikreisbremsanlage mit Bremskraftverstärker, vordere Scheibenbremsen mit Durchmesser 27,9 cm | Zweikreisbremsanlage mit Bremskraftverstärker, vordere Scheibenbremsen mit Durchmesser 27,9 cm | Zweikreisbremsanlage mit Bremskraftverstärker, vordere Scheibenbremsen mit Durchmesser 27,9 cm | Zweikreisbremsanlage mit Bremskraftverstärker, vordere Scheibenbremsen mit Durchmesser 27,9 cm | Zweikreisbremsanlage mit Bremskraftverstärker, vordere Scheibenbremsen mit Durchmesser 27,9 cm | Zweikreisbremsanlage mit Bremskraftverstärker, vordere Scheibenbremsen mit Durchmesser 27,9 cm | Zweikreisbremsanlage mit Bremskraftverstärker, vordere Scheibenbremsen mit Durchmesser 27,9 cm | Zweikreisbremsanlage mit Bremskraftverstärker, vordere Scheibenbremsen mit Durchmesser 27,9 cm | Zweikreisbremsanlage mit Bremskraftverstärker, vordere Scheibenbremsen mit Durchmesser 27,9 cm |
| Lenkung                                             | Kugelumlauflenkung | Kugelumlauflenkung | Kugelumlauflenkung | Kugelumlauflenkung | Kugelumlauflenkung | Kugelumlauflenkung | Kugelumlauflenkung | Kugelumlauflenkung | Kugelumlauflenkung | Kugelumlauflenkung | Kugelumlauflenkung | Kugelumlauflenkung | Kugelumlauflenkung | Kugelumlauflenkung | Kugelumlauflenkung | Kugelumlauflenkung |
| Servounterstützung, Lenkung                         | optional | optional | optional | optional | optional | optional | optional | optional | optional | optional | optional | optional | optional | optional | optional | optional |
| Karosserie                                          | Stahlblech, teilselbsttragend, Front mit Hilfsrahmen realisiert als Motor- und Getriebeträger | Stahlblech, teilselbsttragend, Front mit Hilfsrahmen realisiert als Motor- und Getriebeträger | Stahlblech, teilselbsttragend, Front mit Hilfsrahmen realisiert als Motor- und Getriebeträger | Stahlblech, teilselbsttragend, Front mit Hilfsrahmen realisiert als Motor- und Getriebeträger | Stahlblech, teilselbsttragend, Front mit Hilfsrahmen realisiert als Motor- und Getriebeträger | Stahlblech, teilselbsttragend, Front mit Hilfsrahmen realisiert als Motor- und Getriebeträger | Stahlblech, teilselbsttragend, Front mit Hilfsrahmen realisiert als Motor- und Getriebeträger | Stahlblech, teilselbsttragend, Front mit Hilfsrahmen realisiert als Motor- und Getriebeträger | Stahlblech, teilselbsttragend, Front mit Hilfsrahmen realisiert als Motor- und Getriebeträger | Stahlblech, teilselbsttragend, Front mit Hilfsrahmen realisiert als Motor- und Getriebeträger | Stahlblech, teilselbsttragend, Front mit Hilfsrahmen realisiert als Motor- und Getriebeträger | Stahlblech, teilselbsttragend, Front mit Hilfsrahmen realisiert als Motor- und Getriebeträger | Stahlblech, teilselbsttragend, Front mit Hilfsrahmen realisiert als Motor- und Getriebeträger | Stahlblech, teilselbsttragend, Front mit Hilfsrahmen realisiert als Motor- und Getriebeträger | Stahlblech, teilselbsttragend, Front mit Hilfsrahmen realisiert als Motor- und Getriebeträger | Stahlblech, teilselbsttragend, Front mit Hilfsrahmen realisiert als Motor- und Getriebeträger |
| Spurweite vorn                                      | 1515 mm | 1515 mm | 1515 mm | 1515 mm | 1515 mm | 1515 mm | 1515 mm | 1515 mm | 1515 mm | 1515 mm | 1515 mm | 1515 mm | 1515 mm | 1515 mm | 1515 mm | 1515 mm |
| Spurweite hinten                                    | 1510 mm | 1510 mm | 1510 mm | 1510 mm | 1510 mm | 1510 mm | 1510 mm | 1510 mm | 1510 mm | 1510 mm | 1510 mm | 1510 mm | 1510 mm | 1510 mm | 1510 mm | 1510 mm |
| Radstand                                            | 2745 mm | 2745 mm | 2745 mm | 2745 mm | 2745 mm | 2745 mm | 2745 mm | 2745 mm | 2745 mm | 2745 mm | 2745 mm | 2745 mm | 2745 mm | 2745 mm | 2745 mm | 2745 mm |
| Abmessungen (Modelljahr 1969)                       | 4690 mm × 1840 mm × 1300 mm (4725 mm × 1880 mm × 1300 mm) | 4690 mm × 1840 mm × 1300 mm (4725 mm × 1880 mm × 1300 mm) | 4690 mm × 1840 mm × 1300 mm (4725 mm × 1880 mm × 1300 mm) | 4690 mm × 1840 mm × 1300 mm (4725 mm × 1880 mm × 1300 mm) | 4690 mm × 1840 mm × 1300 mm (4725 mm × 1880 mm × 1300 mm) | 4690 mm × 1840 mm × 1300 mm (4725 mm × 1880 mm × 1300 mm) | 4690 mm × 1840 mm × 1300 mm (4725 mm × 1880 mm × 1300 mm) | 4690 mm × 1840 mm × 1300 mm (4725 mm × 1880 mm × 1300 mm) | 4690 mm × 1840 mm × 1300 mm (4725 mm × 1880 mm × 1300 mm) | 4690 mm × 1840 mm × 1300 mm (4725 mm × 1880 mm × 1300 mm) | 4690 mm × 1840 mm × 1300 mm (4725 mm × 1880 mm × 1300 mm) | 4690 mm × 1840 mm × 1300 mm (4725 mm × 1880 mm × 1300 mm) | 4690 mm × 1840 mm × 1300 mm (4725 mm × 1880 mm × 1300 mm) | 4690 mm × 1840 mm × 1300 mm (4725 mm × 1880 mm × 1300 mm) | 4690 mm × 1840 mm × 1300 mm (4725 mm × 1880 mm × 1300 mm) | 4690 mm × 1840 mm × 1300 mm (4725 mm × 1880 mm × 1300 mm) |
| Leergewicht in kg                                   | 1315–1492 | 1322–1499 | 1475 | 1350–1530 | 1380–1557 | 1401–1578 | 1460–1580 | 1460–1580 | 1460–1580 | 1460–1580 | 1535–1645 | 1535–1645 | 1535–1645 | 1535–1645 | 1535–1645 | 1535–1645 |
| Höchstgeschwindigkeit in km/h                       | 150–160 | 150–165 | 210 | 180–190 | 170–180 | 175–190 | 160–205 | 160–205 | 180–215 | 180–215 | 200–230 | 200–230 | 200–230 | 200–230 | 220–240 | 220–240 |
| Beschleunigung, 0–100 km/h in Sekunden              | 11–14 | 10–13 | 7,5 | 9–11 | 8–10 | 7–9 | 7–9 | 7–9 | 7–8 | 7–8 | 6–7 | 6–7 | 6–7 | 6–7 | 5–6 | 5–6 |
| Verbrauch in Liter pro 100 km                       | 14–17 Normal | 14–17 Normal | ca. 18 Super | 12–19 Super | 15–19 Super | 16–20 Super | 15–20 Super | 15–20 Super | 16–21 Super | 16–21 Super | 17–22 Super | 17–22 Super | 17–22 Super | 17–22 Super | 22–26 Super | 22–26 Super |
| Hinweis:                                            | Die Werte für Leergewicht variieren ausstattungsabhängig. Die angegebenen Werte für Höchstgeschwindigkeit, Beschleunigung und Verbrauch sind Anhaltspunkte. Auf Grund der fast freien Kombinationsmöglichkeiten von Motor-Getriebe-Achsübersetzung wird eine Spanne angegeben. | Die Werte für Leergewicht variieren ausstattungsabhängig. Die angegebenen Werte für Höchstgeschwindigkeit, Beschleunigung und Verbrauch sind Anhaltspunkte. Auf Grund der fast freien Kombinationsmöglichkeiten von Motor-Getriebe-Achsübersetzung wird eine Spanne angegeben. | Die Werte für Leergewicht variieren ausstattungsabhängig. Die angegebenen Werte für Höchstgeschwindigkeit, Beschleunigung und Verbrauch sind Anhaltspunkte. Auf Grund der fast freien Kombinationsmöglichkeiten von Motor-Getriebe-Achsübersetzung wird eine Spanne angegeben. | Die Werte für Leergewicht variieren ausstattungsabhängig. Die angegebenen Werte für Höchstgeschwindigkeit, Beschleunigung und Verbrauch sind Anhaltspunkte. Auf Grund der fast freien Kombinationsmöglichkeiten von Motor-Getriebe-Achsübersetzung wird eine Spanne angegeben. | Die Werte für Leergewicht variieren ausstattungsabhängig. Die angegebenen Werte für Höchstgeschwindigkeit, Beschleunigung und Verbrauch sind Anhaltspunkte. Auf Grund der fast freien Kombinationsmöglichkeiten von Motor-Getriebe-Achsübersetzung wird eine Spanne angegeben. | Die Werte für Leergewicht variieren ausstattungsabhängig. Die angegebenen Werte für Höchstgeschwindigkeit, Beschleunigung und Verbrauch sind Anhaltspunkte. Auf Grund der fast freien Kombinationsmöglichkeiten von Motor-Getriebe-Achsübersetzung wird eine Spanne angegeben. | Die Werte für Leergewicht variieren ausstattungsabhängig. Die angegebenen Werte für Höchstgeschwindigkeit, Beschleunigung und Verbrauch sind Anhaltspunkte. Auf Grund der fast freien Kombinationsmöglichkeiten von Motor-Getriebe-Achsübersetzung wird eine Spanne angegeben. | Die Werte für Leergewicht variieren ausstattungsabhängig. Die angegebenen Werte für Höchstgeschwindigkeit, Beschleunigung und Verbrauch sind Anhaltspunkte. Auf Grund der fast freien Kombinationsmöglichkeiten von Motor-Getriebe-Achsübersetzung wird eine Spanne angegeben. | Die Werte für Leergewicht variieren ausstattungsabhängig. Die angegebenen Werte für Höchstgeschwindigkeit, Beschleunigung und Verbrauch sind Anhaltspunkte. Auf Grund der fast freien Kombinationsmöglichkeiten von Motor-Getriebe-Achsübersetzung wird eine Spanne angegeben. | Die Werte für Leergewicht variieren ausstattungsabhängig. Die angegebenen Werte für Höchstgeschwindigkeit, Beschleunigung und Verbrauch sind Anhaltspunkte. Auf Grund der fast freien Kombinationsmöglichkeiten von Motor-Getriebe-Achsübersetzung wird eine Spanne angegeben. | Die Werte für Leergewicht variieren ausstattungsabhängig. Die angegebenen Werte für Höchstgeschwindigkeit, Beschleunigung und Verbrauch sind Anhaltspunkte. Auf Grund der fast freien Kombinationsmöglichkeiten von Motor-Getriebe-Achsübersetzung wird eine Spanne angegeben. | Die Werte für Leergewicht variieren ausstattungsabhängig. Die angegebenen Werte für Höchstgeschwindigkeit, Beschleunigung und Verbrauch sind Anhaltspunkte. Auf Grund der fast freien Kombinationsmöglichkeiten von Motor-Getriebe-Achsübersetzung wird eine Spanne angegeben. | Die Werte für Leergewicht variieren ausstattungsabhängig. Die angegebenen Werte für Höchstgeschwindigkeit, Beschleunigung und Verbrauch sind Anhaltspunkte. Auf Grund der fast freien Kombinationsmöglichkeiten von Motor-Getriebe-Achsübersetzung wird eine Spanne angegeben. | Die Werte für Leergewicht variieren ausstattungsabhängig. Die angegebenen Werte für Höchstgeschwindigkeit, Beschleunigung und Verbrauch sind Anhaltspunkte. Auf Grund der fast freien Kombinationsmöglichkeiten von Motor-Getriebe-Achsübersetzung wird eine Spanne angegeben. | Die Werte für Leergewicht variieren ausstattungsabhängig. Die angegebenen Werte für Höchstgeschwindigkeit, Beschleunigung und Verbrauch sind Anhaltspunkte. Auf Grund der fast freien Kombinationsmöglichkeiten von Motor-Getriebe-Achsübersetzung wird eine Spanne angegeben. | Die Werte für Leergewicht variieren ausstattungsabhängig. Die angegebenen Werte für Höchstgeschwindigkeit, Beschleunigung und Verbrauch sind Anhaltspunkte. Auf Grund der fast freien Kombinationsmöglichkeiten von Motor-Getriebe-Achsübersetzung wird eine Spanne angegeben. |
| Quellen:                                            | [ 42 ] [ 22 ] [ 14 ] [ 12 ] [ 13 ] [ 33 ] [ 23 ] [ 31 ] [ 34 ] | [ 42 ] [ 22 ] [ 14 ] [ 12 ] [ 13 ] [ 33 ] [ 23 ] [ 31 ] [ 34 ] | [ 42 ] [ 22 ] [ 14 ] [ 12 ] [ 13 ] [ 33 ] [ 23 ] [ 31 ] [ 34 ] | [ 42 ] [ 22 ] [ 14 ] [ 12 ] [ 13 ] [ 33 ] [ 23 ] [ 31 ] [ 34 ] | [ 42 ] [ 22 ] [ 14 ] [ 12 ] [ 13 ] [ 33 ] [ 23 ] [ 31 ] [ 34 ] | [ 42 ] [ 22 ] [ 14 ] [ 12 ] [ 13 ] [ 33 ] [ 23 ] [ 31 ] [ 34 ] | [ 42 ] [ 22 ] [ 14 ] [ 12 ] [ 13 ] [ 33 ] [ 23 ] [ 31 ] [ 34 ] | [ 42 ] [ 22 ] [ 14 ] [ 12 ] [ 13 ] [ 33 ] [ 23 ] [ 31 ] [ 34 ] | [ 42 ] [ 22 ] [ 14 ] [ 12 ] [ 13 ] [ 33 ] [ 23 ] [ 31 ] [ 34 ] | [ 42 ] [ 22 ] [ 14 ] [ 12 ] [ 13 ] [ 33 ] [ 23 ] [ 31 ] [ 34 ] | [ 42 ] [ 22 ] [ 14 ] [ 12 ] [ 13 ] [ 33 ] [ 23 ] [ 31 ] [ 34 ] | [ 42 ] [ 22 ] [ 14 ] [ 12 ] [ 13 ] [ 33 ] [ 23 ] [ 31 ] [ 34 ] | [ 42 ] [ 22 ] [ 14 ] [ 12 ] [ 13 ] [ 33 ] [ 23 ] [ 31 ] [ 34 ] | [ 42 ] [ 22 ] [ 14 ] [ 12 ] [ 13 ] [ 33 ] [ 23 ] [ 31 ] [ 34 ] | [ 42 ] [ 22 ] [ 14 ] [ 12 ] [ 13 ] [ 33 ] [ 23 ] [ 31 ] [ 34 ] | [ 42 ] [ 22 ] [ 14 ] [ 12 ] [ 13 ] [ 33 ] [ 23 ] [ 31 ] [ 34 ] |

## Der Camaro im Film

- Für „2 Fast 2 Furious“ von 2003 wurden mehrere Camaro Coupés von 1969 verwendet, die für den Film als „Yenko/SC“ umgestaltet wurden (sog. „Clones“[Anm. 10]). Ein Fahrzeug wurde bei einem Stunt mit einer Yacht zerstört.[43]
- Im 2013 erschienenen Teil „Fast & Furious 6 “ ist ein oranger 1967 Camaro SS Teil der Fahrzeugflotte des Teams um Dominic Toretto (Vin Diesel) und Brian O’Conner (Paul Walker).[44]
- Auch im siebenten Teil der Fast and Furious Reihe wurde ein mit Ballonreifen modifizierter 1967 Camaro Z28 von einem fliegenden Flugzeug abgesetzt und bei der darauf stattfindenden Verfolgungsjagd eingesetzt.[45]
- Ein Camaro Cabrio mit RS-Option von 1967 wurde im Kinofilm „Petulia“ im darauffolgenden Jahr verwendet.[46]
- Im Musikvideo zum Song Stylo der britischen Band Gorillaz wurde ein Chevrolet Camaro von 1969 verwendet.[47]
- In der amerikanischen Fantasyserie „Vampire Diaries“ fährt Damon Salvatore (Ian Somerhalder) ein blaues Chevrolet Camaro Cabriolet von 1969.[48]
- Ein 1967 Camaro wird von „Christine“, einem Plymouth Fury von 1958, an einer Tankstelle zerstört. Die Regie im Film von 1983 führte John Carpenter.[49]
- 1995 verfolgte ein 1968 Camaro die beiden Detektive Mike Lowrey (Will Smith) und Marcus Burnett (Martin Lawrence) im Film „Bad Boys – Harte Jungs“ vom Regisseur Michael Bay. Der Wagen wurde in Brand gesetzt und explodierte am Ende der Verfolgung.[50]
- „Erin“ wird ein 1969 Chevrolet Camaro Z/28 genannt, welcher auf einer Liste mit zu stehlenden Fahrzeugen im Film „Gone in 60 Seconds“ (auf Deutsch: „Nur noch 60 Sekunden“) steht.[51]
- Ein mattschwarzer 1967 SS als Breitbau verkörpert den Charakter Bumblebee im 4. Teil der Reihe „Transformers: Ära des Untergangs“ von 2014.[52]
- Im Kinofilm „CHiPs“ von 2017 fährt der Charakter Frank „Ponch“ Poncherello einen roten 1969er Z/28 mit RS-Package.[53]
- Der Halbbruder und der Ehemann von Stephanie (gespielt von Anna Kendrick) sterben in einem Nebenthema des Films „Nur ein kleiner Gefallen“ von 2018 bei einem Autounfall in einem schwarzen 1967 Camaro SS.[54]
- Im Jahr 2020 verwendet die Brillenmarke Ray-Ban einen 1968 Camaro für einen Werbespot.
- Im Film „Ein Cop und ein Halber“ von 1993 fährt der Zivilpolizist Nick McKenna (gespielt von Burt Reynolds) einen Camaro von 1968 als zivilen Streifenwagen.[55]
- Der Hauptakteur Jake Lawson (gespielt von Gerard Buttler) rüstet im Kinofilm Geostorm von 2017 einen 1968 Camaro SS mit einem Elektroantrieb aus.[56]